# Джорджо Скьявоне
Джорджо ди Томмазо Скьявоне (итал. Giorgio di Tommaso Schiavone, лат. Gregorio Schiavone, настоящее имя — Юрай Томин Чулинович-Градоевич, хорв. Juraj Tomin Čulinović-Gradojević, между 1433 и 1436, Скрадин, вблизи Шибеника, Далмация, Венецианская республика — 6 декабря 1504, Шибеник, Далмация, Венецианская республика) — имя (псевдоним), под которым получил известность европейский художник эпохи Возрождения далматинского происхождения, принадлежавший к падуанской школе, проходивший обучение и работавший определённое время в Северной Италии.
На родине своим современникам художник был известен в первую очередь успешным обращением к предпринимательской деятельности, а также многолетними судебными тяжбами и внебрачными связями. Наиболее значительные произведения искусства, созданные Джорджо Скьявоне, относятся к итальянскому периоду его биографии. Они находятся в коллекциях и постоянной экспозиции музеев США, Великобритании, Франции, Германии и Италии.
Юрай Чулинович является, по мнению историков искусства, наиболее важной фигурой в живописи крупного далматинского города Шибеника в XV веке, а его произведения — «высшим достижением хорватской живописи кватроченто». Российский историк искусства и дипломат Александр Махов охарактеризовал Скьявоне как «человека незаурядного, яркой индивидуальности и неистощимой энергии, которая, однако, растрачивалась далеко не по предназначению».

## Биография

### Семья и детство

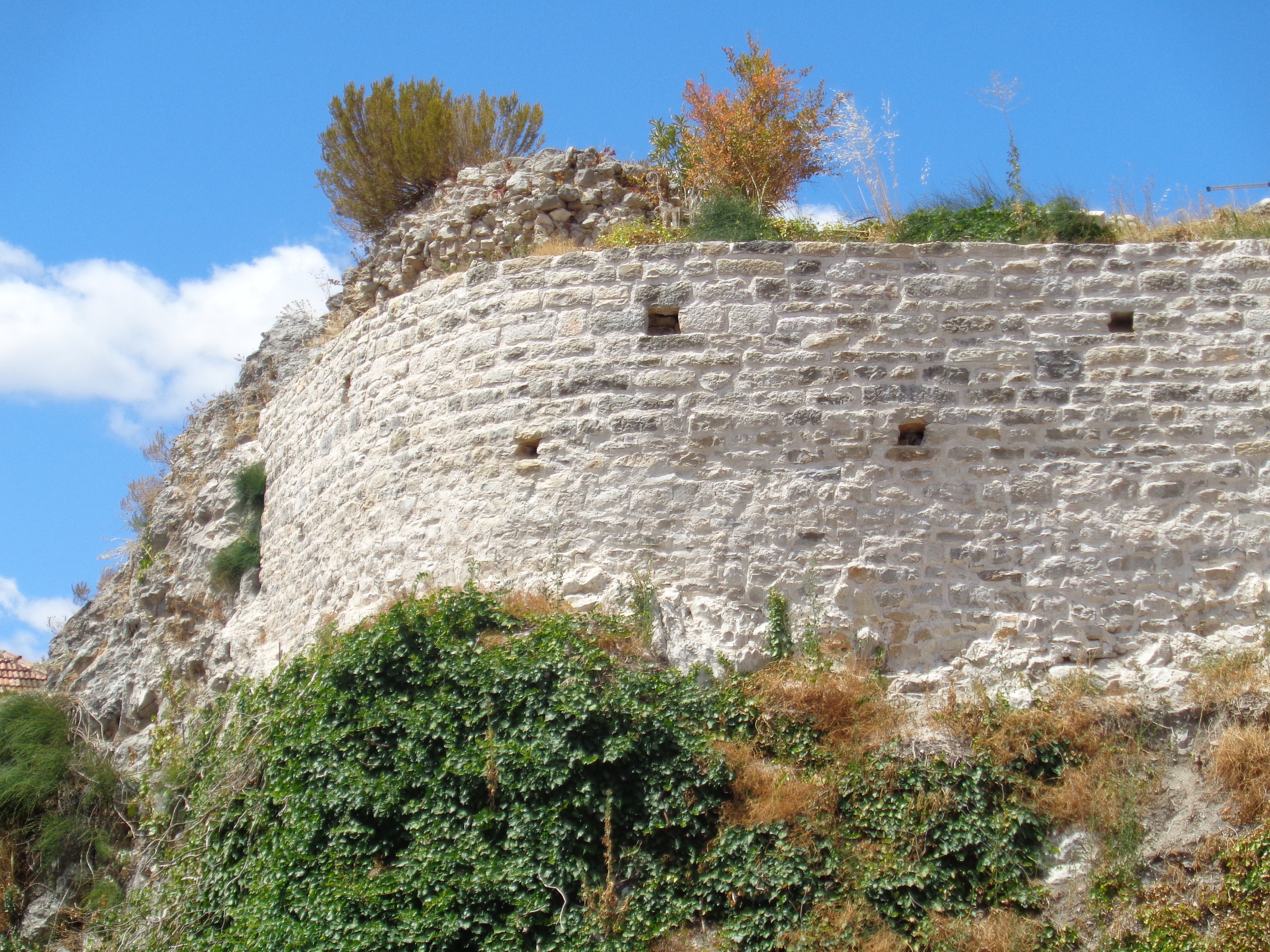
Крепость Скрадина, построенная на рубеже XIII—XIV веков

Семья Чулиновичей впервые появляется в документах города Скрадин в начале XV века. Доктор наук, специалист по этнологии и психологии Весна Чулинович-Константинович считала, что Чулиновичи вели своё происхождение из «небуржуазного слоя иммигрантов в этот город и его окрестности». Исследовательница писала, что в эти времена проходила массовая миграция населения под давлением Османской империи в более безопасные районы, часто такая миграция была, по её словам, «возвратной». Чулинович-Константинович указывала, что именно из окрестностей Скрадина (из деревни Кркович), Джорджо Скьявоне, уже будучи зрелым художником, вернувшимся из Италии, в 1463 году взял ученика для обучения живописи. В это же время в городе Шибенике упоминается некий Антониус Чулинович. Весна Чулинович-Константинович, предполагала, что он мог быть родным или двоюродным братом художника Юрая. Несколько изменённая фамилия Маргареты Чолинович упоминается в Шибенике в 1584 году, по мнению исследователя это отличие в написании фамилии могло быть следствием прихоти писца. Записи показывают, что в Шибенике и Скрадине с XV до середины XVII века жили несколько представителей этого рода. На рубеже XV и XVI веков документы указывают, что на северо-западе от Мостара в горной части Герцеговины жили две мусульманские семьи по фамилии Чулинович: два несовершеннолетних сына покойного Хасана и Омер, сын Салиха. По предположению Чулинович-Константинович, они приняли ислам, чтобы сохранить своё имущественное положение и социальный статус. В 1970-х годах в этом районе было шесть семей с одинаковой фамилией Чулинович, что доказывает, по мнению исследовательницы, непрерывность рода на протяжении четырёх веков.
Юрай Чулинович-Градоевич родился между 1433 и 1436 годами в городе Скрадине в Далмации, на территории современной Хорватии, входившей тогда в состав Венецианской республики. Документов о его детстве и юности не сохранилось. Известны только имена его отца (Тома) и деда (Юрай). Современный хорватский историк искусства Эмиль Хилье утверждал, что на основе сохранившихся документов можно сделать вывод о происхождении художника из относительно богатой семьи. Впоследствии, Юрай Чулинович перебрался в расположенный поблизости более крупный город Шибеник (у его отца и двух дядей Николы и Юрая там была собственность). В то время Шибеник был центром Далмации, в нём проживало много скульпторов, резчиков, стекольщиков и ювелиров. В городе с 1440-х годов работал известный архитектор Юрай Далматинец. Среди местных художников выделялся Никола Владанов, позже в Шибенике стал работать сверстник Чулиновича Ловренац Михитич, приехавший из Дубровника. Профессор Йошка Беламарич удивлялся, однако, что художников в городе в течение всего XV века было немного и о их жизни сохранилось мало известий.

### Период обучения

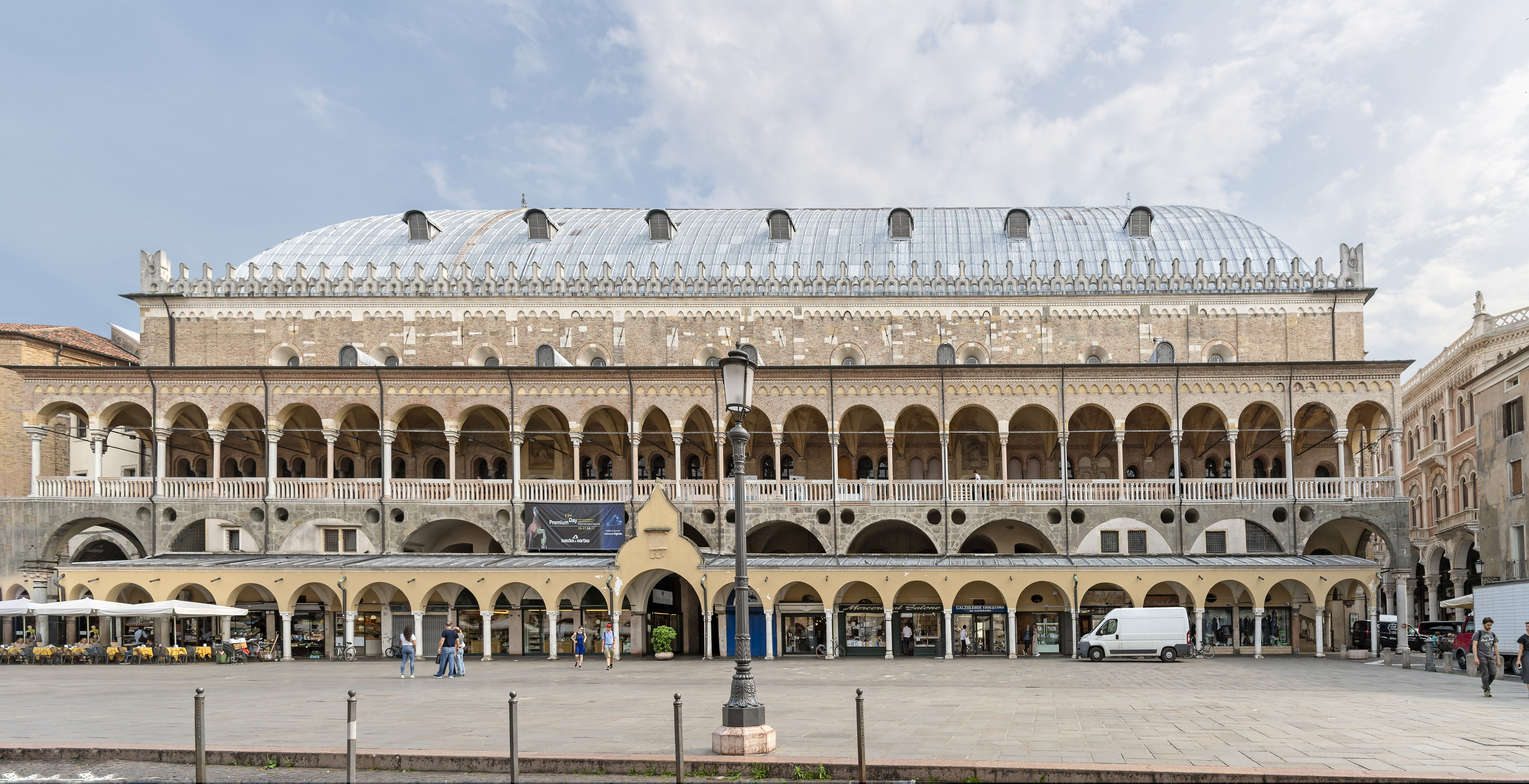
Падуя середины XV века

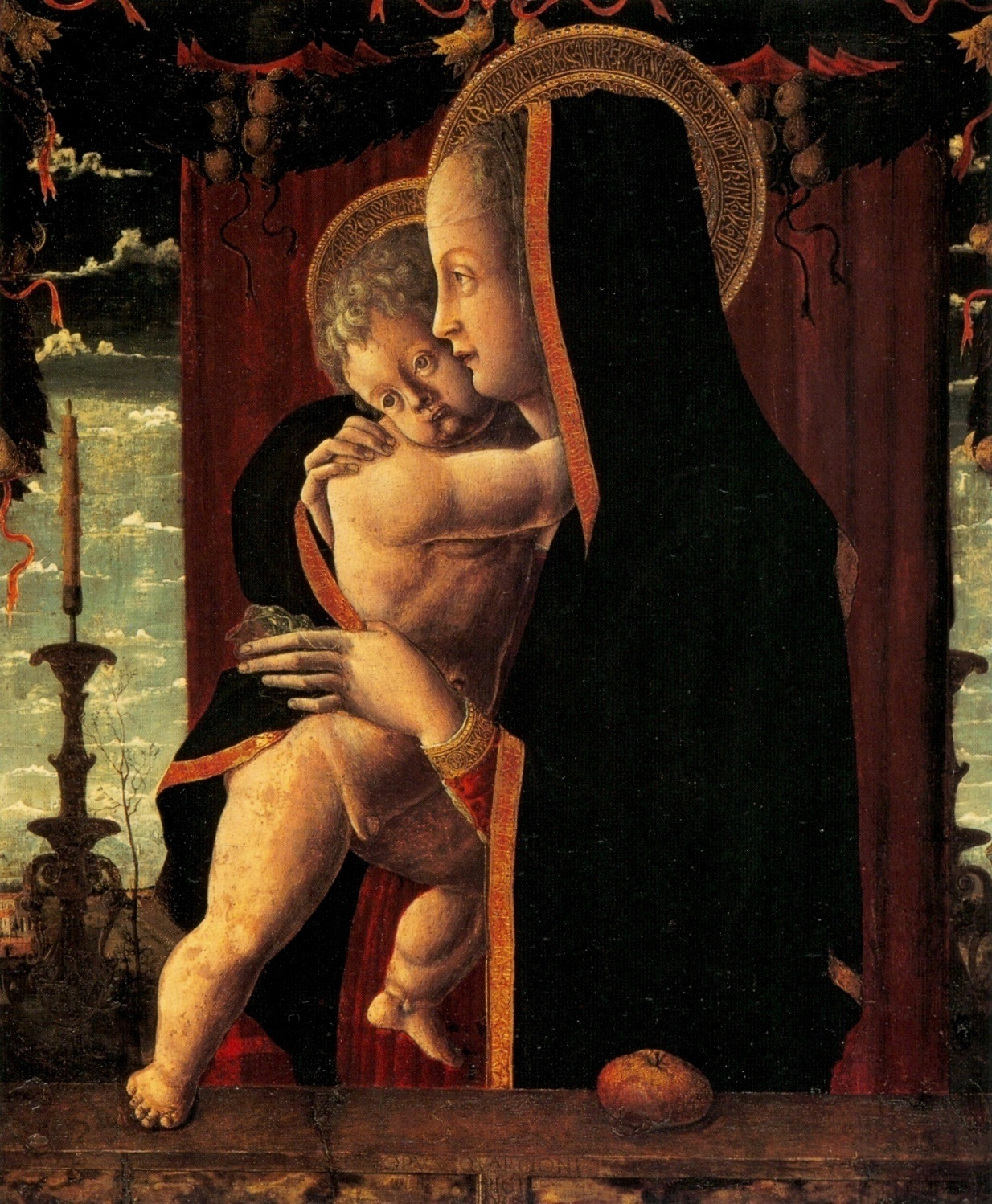
Франческо Скварчоне. Мадонна с Младенцем. 1455. Берлинская картинная галерея

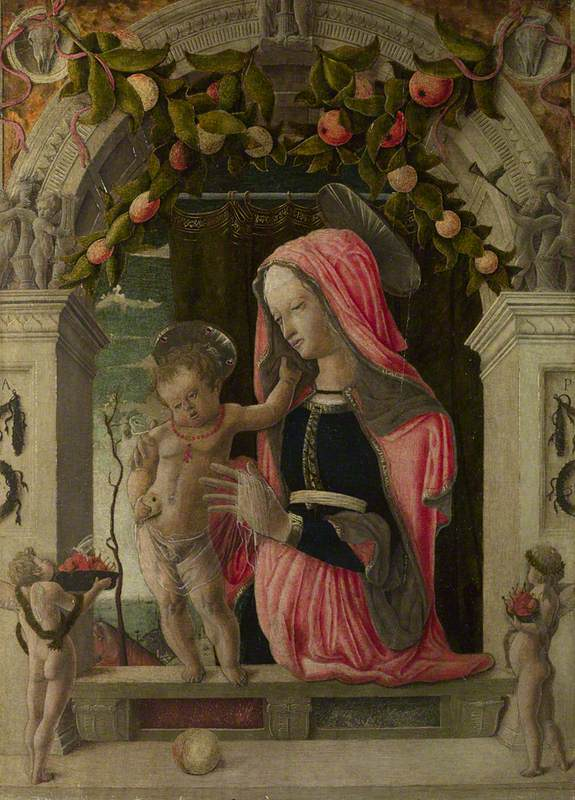
Джорджо Скьявоне. Мадонна с Младенцем. Между 1456 и 1460. Лондонская национальная галерея, инв. NG904

Доктор филологических наук Петар Колендич, собравший сохранившиеся до нашего времени документы о художнике и написавший большой очерк его жизни и деятельности, предполагал, что первым учителем Чулиновича мог стать приехавший из Сплита в Шибеник художник Домн Микович. По другой версии, это был Дуйм Вушкович. В Шибенике трудились художники из Северной Италии, некоторые местные мастера проходили обучение или работали в мастерских Венеции. Петар Колендич предполагал, что от них Чулинович мог узнать о передовых идеях в живописи Андреа Мантеньи и загореться желанием учиться в мастерской Франческо Скварчоне, у которого проходил обучение Мантенья.
8 (или 28) марта 1456 года Чулинович встретился со Скварчоне в Венеции и заключил с ним договор, по которому поступил в качестве подмастерья в его падуанскую мастерскую. Контракт был рассчитан на три с половиной года, в течение которых подмастерье обязался выполнять работы для мастера без вознаграждения за свой труд с обещанием со стороны мастера «преподать тайну» своего искусства, а также бесплатно предоставить питание, жильё и одежду. Сам договор до нашего времени не дошёл, но сохранился другой договор двух художников, датированный 7 декабря 1458 года, в котором они подтвердили все положения предыдущего (Антония Браткович писала, что «Чулинович продлевал свой контракт три раза, каждый раз подтверждая его в течение всего времени, когда ему ещё приходилось работать»). Этот отрывок из договора из-за использования слова «мистерия», или в другом переводе — «тайна» (в оригинальном тексте — лат. «docere mysterium suum»), длительное время вызывал различные интерпретации. По мнению доктора наук Джакомо Альберто Калоджеро, эксцентричность личности Франческо Скварчоне питала «ауру эпической тайны, сформировавшейся вокруг [его] фигуры»). Юрай Чулинович поступил в мастерскую, уже будучи сложившимся художником и работал вместе с мастером над рядом заказов.
Советский искусствовед Наталья Николаева характеризовала Скварчоне как слабого художника, представителя интернациональной готики, использовавшего традиционную для этого стиля цветовую гамму, основанную на сочетании синего, красного и золотого. Фигуры он писал на золотом фоне, основным выразительным средством у него был линеарный контур. В его творчестве прослеживался, однако, целый конгломерат и различных других художественных веяний. Например, изображение пространства у него тяготело к живописи тосканской традиции, а иллюзионистская достоверность отдельных объектов на картинах художника характерна для нидерландской школы. Наталья Николаева писала, что Юрай Чулинович перенял у своего учителя эту достоверность. Современники отмечали хорошее знание Скварчоне законов перспективы, которую он сам изучал у Паоло Учелло и которой мастер обучал своих учеников. На основе сохранившихся договоров мастера с его учениками некоторые исследователи делают заключение, что в мастерской изучалась анатомия («природа обнажённого тела»).
Главной заслугой Скварчоне Николаева и Калоджеро считали то, что во время своих путешествий (в том числе и в Грецию) он собрал большое количество произведений искусства как древних, так и современных, среди которых были и подлинные раритеты (фрагменты античной пластики, слепки античных монет и медалей, рисунки Антонио дель Поллайоло). Метод обучения в мастерской Скварчоне представлял собой преимущественно копирование рисунков и гипсов. Калоджеро в своей докторской диссертации предполагал, что Скварчоне был обладателем некоего ценного терракотового рельефа с изображением «Мадонны с младенцем», с которого делались гипсовые оттиски и окрашенные копии. Три таких работы хранятся в коллекциях в Вадуце, Берлине и Детройте. Этот метод, авторство которого приписывается Никколо Пиццоло и Джованни да Пиза, является основой нескольких живописных произведений Чулиновича, выполненных в мастерской своего хозяина. По сравнению с техникой изготовления слепков, с точки зрения Калоджеро, живопись допускала большую свободу интерпретации оригинала. Калоджеро подчёркивал, что из многочисленных учеников Скварчоне, которые работали с этими раритетами, по имени упоминаются только шесть, и среди них Скьявоне.

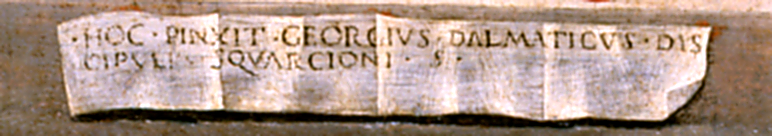
Автограф Скьявоне на картине «Мадонна и младенец с ангелами»

Советский искусствовед Лилия Алёшина отмечала, что, «оставаясь на чужбине, Чулинович продолжал ощущать себя славянином и стремился сохранить связь с родиной». Утверждая это, искусствовед ссылалась на то, что он подписывал свои работы «Скьявоне Далматици», то есть «славянин из Далмации». В падуанской мастерской своего наставника Скьявоне действительно ставил на полотнах автограф с упоминанием своего происхождения, например, «Произведение славянина из Далмации, с[ына (?)] Скварчоне» (лат. «Opus Slavoni Dalmatici Sqarconi S.»).

### Возвращение на родину
Колендич отмечал, что современники воспринимали Скварчоне больше как теоретика живописи, чем художника, поэтому, по его мнению, осторожный Скварчоне и занялся преподаванием. Он принимал в мастерскую уже обученных или «полуобученных» молодых людей для работы и учёбы. Часто он усыновлял их. С каждым художник заключал договор, что не будет ему платить, но может использовать его талант и извлекать выгоду из созданных им произведений. Эмиль Хилье писал, что хотя нет никакой информации о том, что Скварчоне усыновил и Юрая Чулиновича, но тот факт, что Чулинович подписывал свои работы как ученик Скварчоне или просто «Sqvarcioni» (фамилия учителя в родительном падеже после своего имени), указывает именно на такую форму связи. Хорватский исследователь, правда, допускал, это могла быть «просто маркетинговая уловка».

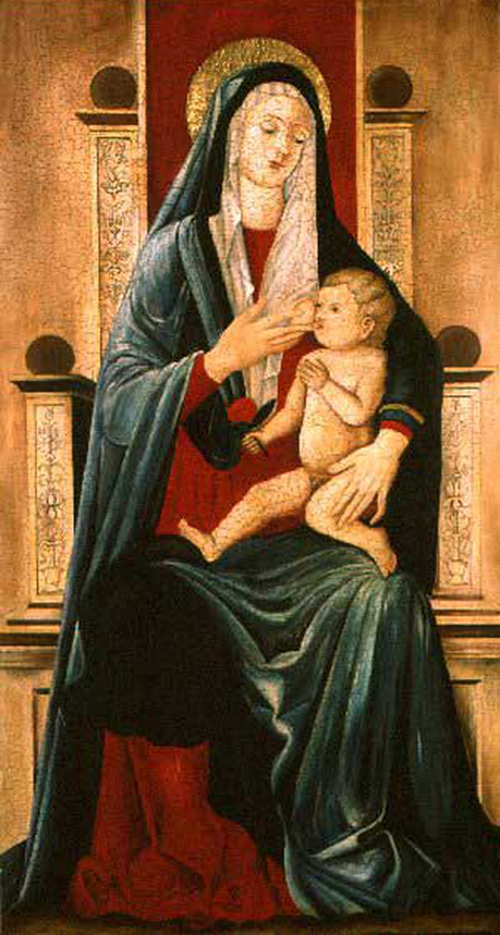
Джорджо Скьявоне. Мадонна с младенцем на троне из монастыря Святого Лаврентия. Написана после середины 1470-х годов

Мастер был недоволен своими учениками. Чулинович оставил его мастерскую, не погасив ни одного долга, и взяв с собой некоторое количество произведений искусства, которые мастер рассматривал как представляющие значительную ценность. Историк итальянского искусства Александр Махов писал, что питомцы Франческо Скварчоне обычно души не чаяли в своём мастере, но овладев основами живописи они обычно затевали с ним тяжбу и покидали его мастерскую со скандалом. Он утверждал, что «любимец падуанского мастера» Джорджо Скьявоне «окончательно рассорился» с ним и «прихватил с собой… 44 дуката и 18 рисунков из коллекции… учителя». Он считал, что спутником Скьявоне в бегстве из Падуи мог быть Карло Кривелли. Эмиль Хилье писал, что трудно определить, какую роль сыграл во всём этом Юрай Чулинович — нужно ли его рассматривать, как «жертву эксплуатации или хитрого вора, который воспользовался представившейся ему возможностью». Он допускал, что «правда находится где-то посередине».
Приехав в Задар, Чулинович заручился покровительством высокопоставленного местного прелата Андрея Брибиранина. 16 октября 1462 года Скварчоне выдал доверенность Джанфранческо Гризине (в другом написании — Гриссини), нотариусу и канцлеру муниципалитета Задара, чтобы забрать деньги и некоторые предметы у Чулиновича, про которого узнал, что он пребывает в Задаре (Чулинович там действительно жил в 1461—1462 годах). При этом, согласно ещё одному документу, выданному Скварчоне, его подмастерье всё равно должен был вернуться к мастеру. В результате своих розысков Гризини не обнаружил Чулиновича в Задаре, так как он находился в Шибенике уже 2 марта 1463 года. Хорватский исследователь Эмиль Хилье писал, что ещё в конце 1461 года Андрей Брибиранин назначил Чулиновича своим деловым представителем в Шибенике.

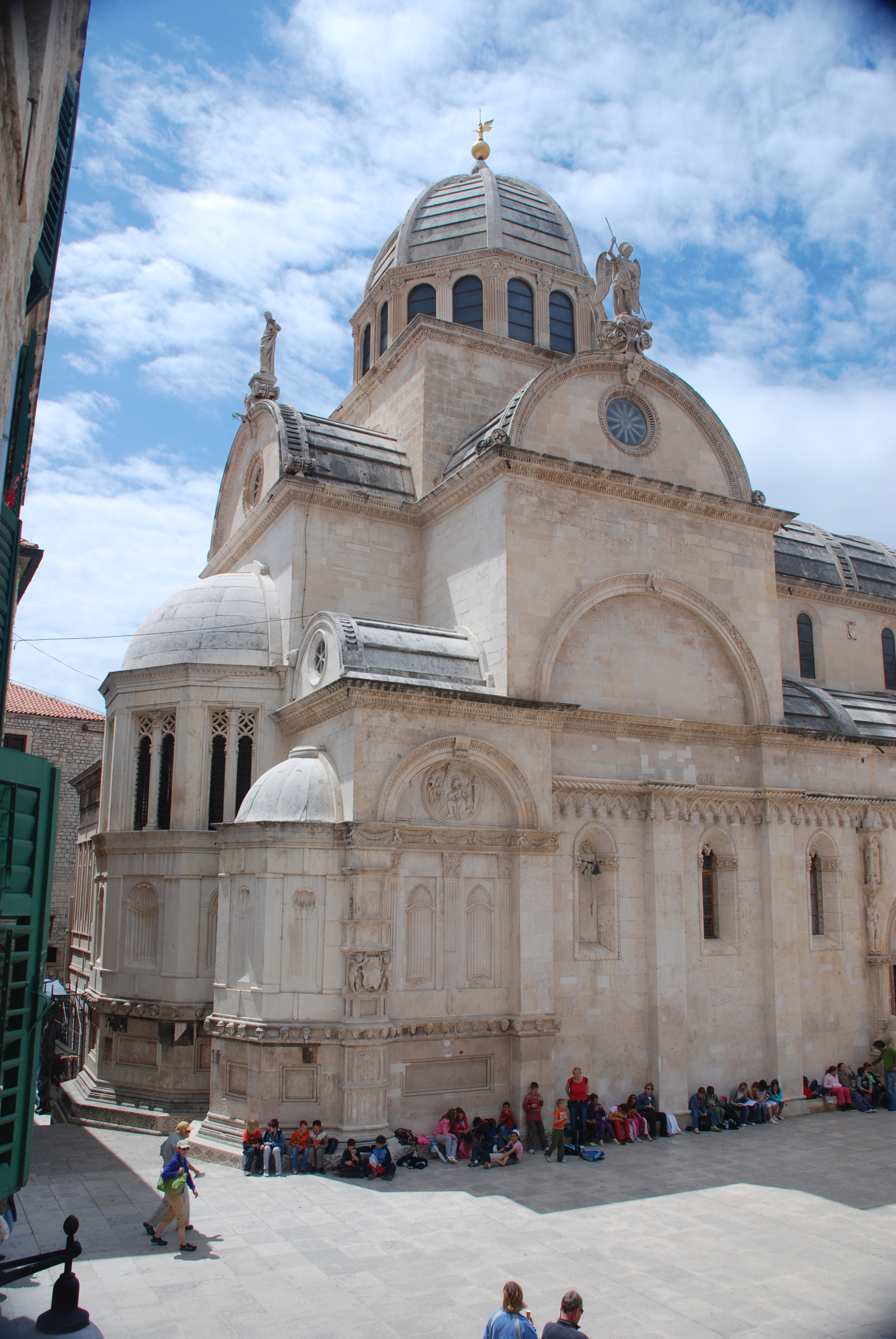
Собор Святого Якова в Шибенике, где похоронен художник

Примерно в это время (в 1463 году, по мнению Янко Липовеца и Круно Приятеля) Чулинович женился на Елене, дочери известного архитектора Юрая Далматинца, и получил часть приданого, предназначенного её супругу в размере 165 дукатов 8 марта 1463 года.
Франческо Скварчоне не оставил своих поисков беглого художника. Он встретил восемнадцатилетнего живописца Маринело (Маринко), сына бывшего учителя Чулиновича Дуйма Вуковича (по версии Колендича, он — сын Домна Миковича). В июне 1464 года Скварчоне выдал Маринело новую доверенность на изъятие своего имущества у Чулиновича, который, как он правильно считал, находился тогда в Шибенике. Колендич предполагал, что, возможно, Маринело тщетно пытался достичь мирного урегулирования между сторонами конфликта, поэтому иск не был подан до начала 1467 года. 19 января 1467 года Чулинович предоставил своему тестю Юраю Далматинцу право представлять себя в суде, подав одновременно встречный иск (речь шла о некоей картине, созданной для семьи Радославчичей; из документов Хилье сделал вывод, что картина, заказанная отцу Миринело, осталась незаконченной или нуждалась в реставрации, Чулинович по соглашению с Маринело завершил её, но работа ему не была полностью оплачена, этот судебный процесс тянулся 19 лет). Встречный иск не помог. Хотя текст решения суда по иску Скварчоне и Маринело не сохранился, но, предположительно, он отражал интересы истца, так как 17 февраля Юрай Далматинец заплатил Маринело первую часть долга за зятя — 24 дуката из общей суммы в 44, а также двадцать монет в оплату судебных издержек (хорв. «te dvadeset solada za troškove postupka»). Вернул ли Чулинович рисунки и заплатил ли остальную часть суммы, неизвестно. Скварчоне умер в 1468 году, так ничего и не получив из имущества, возвращения которого добивался. 2 января 1474 года Чулинович сумел в Падуе убедить сына Скварчоне Бернардина, что отдал всё требуемое Маринело. В это время Маринело уже находился в турецком плену. Бернардин в 1488 году назначил Даниеля Кампологно, нотариуса Шибеника, своим представителем, чтобы получить полагающиеся ему как наследнику Франческо Скварчоне деньги, вещи и 18 рисунков уже от наследников Маринело (Бернардин их так никогда и не увидел, но Кампологно сумел спустя почти тридцать лет вернуть эти рисунки в Падую его наследникам, Хилье предполагал, что для наследников Маринело произведения искусства уже не представляли какую-то особую ценность).
Доктор наук Джакомо Альберто Калоджеро писал, что «распространение и повторное использование графических идей, собранных Скварчоне [в том числе тех, которые увёз Скьявоне]… явление, которое трудно недооценить, сфера его действия продолжается в течение длительного времени и выходит за рамки одной и той же мастерской». Так, художник Маринело из Сплита получил на время картон Поллайоло от Скьявоне в 1464 году, когда мастер из Падуи поручил ему вернуть украденные Скьявоне произведения искусства (в том числе 18 «folia designorum pictoria»). Маринело демонстрировал этот картон в Далмации для подтверждения иска. Доктор наук, профессор кафедры истории искусств в университете Сплита Йошко Беламарич писал, что получив у Скьявоне в конце концов произведения искусства, принадлежавшие Скварчоне, Маринело не торопился вернуть их законному владельцу. Эмиль Хилье даже писал о Маринело: «К сожалению, его роль в споре между Чулиновичем и Скварчоне никогда не была окончательно прояснена». Неизвестно, какое дело привело Маринело в Падую и какие у него были связи с Франческо Скварчоне, но тот факт, что Скварчоне выдал ему доверенность представлять его в таком важном вопросе, который Юраю Далматинцу и профессиональному нотариусу Джанфранческо Гризини не удалось разрешить, указывает, что падуанский художник доверял ему. Хилье писал, что это доверие не было оправдано, так как Маринело в конечном счёте так и не вернул эти произведения искусства в Падую.
В конце 1504 года Юрай Чулинович заболел. 24 ноября он продиктовал своё завещание. Значительную сумму он отписал собору Святого Иакова, но с условием, что будет похоронен в нём рядом с алтарём Николинича, «в последней капелле справа, перед лестницей, которая ведёт к баптистерию». Меньшие суммы он завещал для различных других церквей, больниц и братств. Также, Чулинович определил большие выплаты на ежегодные поминовения для себя и своей жены, он упомянул в завещании своего племянника, внебрачную дочь Стану, служанок, незаконнорождённого сына Луку и супругу Елену. Двенадцать дней спустя, в среду 6 декабря 1504 года Юрай Чулинович скончался. Вскоре после этого его жена Елена также написала завещание, которое, однако, не было обнаружено исследователями. Елена умерла спустя непродолжительное время после мужа 22 января 1505 года (по другим данным, ночью между 20 и 21 января 1505 года)

### Предпринимательская деятельность художника

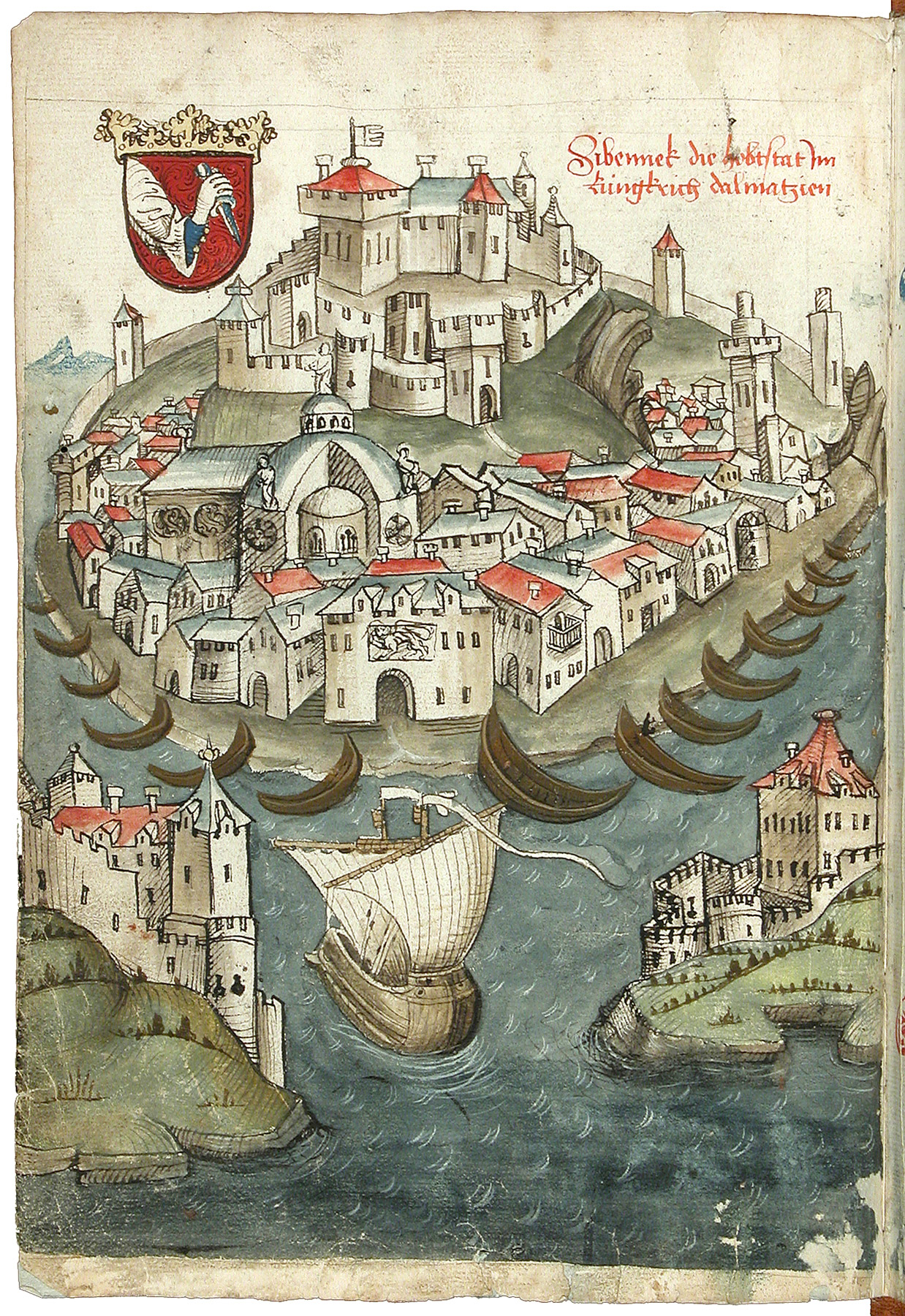
Шибеник в 1486 году. Рисунок из записок Конрада Грюненберга

Круно Приятель считал, что в Шибенике художественное творчество для Юрая Чулиновича отошло на второй план, хотя документы постоянно именовали его «живописец». Вся его художественная деятельность, по мнению хорватского исследователя, сводилась к тому, что он взял в 1463 году в ученики Миховила Стипшича (ему было на тот момент только пять лет!) из Крковича, годами судился со Скварчоне по поводу украденных произведений искусства, включая некоторые из рисунков учителя и некие обнажённые модели Поллайоло (лат. «unum cartonum cum quibusdam nudis Poleyoli»), к написанию полиптиха для часовни Дидомеровичей в соборе Шибеника, «созданию сигнала» (возможно, флага) для Новой Церкви в том же году и картины для семьи Гризаничей в том же Шибеникском соборе. Картина будет в 1536 году завершена художником Николой Браччо (возможно, итальянская форма далматинской фамилии Бралич) из Пизы, который странствовал по городам Венецианской Далмации в первой половине XVI века.
Потерю интереса художника к живописи исследователи объясняли его озабоченностью торговлей, а также значительным расстоянием Шибеника от крупных художественных центров, таких как Венеция и Падуя, где он нашёл источник вдохновения. Сама провинциальная общественная среда негативно влияла на рост консервативных тенденций в творческой манере Юрая Чулиновича, снижение качества его произведений и творческой активности.
По утверждению хорватского историка искусств академика Игора Фисковича Юрай Чулинович поддерживал тесные отношения с архитектором Юраем Далматинцем ещё до того, как женился на его дочери. После женитьбы, по словам исследователя, художник «вступил в деловое партнёрство коммерческого характера [с тестем], взяв на себя обязанности строителя в этой области во время его долгого отсутствия в Шибенике».
В 1468 году Чулинович, по предположению Колендича, проживал в окрестностях Скрадина, так как 8 мая местный дворянин Мартин Станшич из Билана, назначил его управляющим своими владениями. Это доставило художнику много хлопот, он закончил вести дела с Станшичем только 27 февраля 1471 уже в Шибенике. С 1471 года до своей смерти Юрай проживал в Шибенике с небольшими перерывами. Здесь вскоре он приобрёл права гражданства. На сэкономленные деньги он купил землю в окрестностях Шибеника, а также арендовал участок рядом для ведения хозяйства. Он вёл торговлю вином и маслом. Как и другие состоятельные жители Шибеника, с 1495 года он владел соляными разработками, для хранения соли он арендовал склад перед церковью Святого Ивана.
Чулинович также торговал и другими товарами: сыром, воском и золотыми нитями. Известно, что он участвовал в морской торговле зерном на паях с согражданами, а также торговле тканями с Востоком. Также он одалживал деньги. Хилье упоминал о том, что Чулинович занимался ростовщичеством (при этом давал деньги под высокий и, по словам Круно Приятеля, «негуманный» процент). Документы указывают на его склонность к конфликтам, как в деловых контактах, так и в личной жизни.
Первоначально Чулинович жил со своим тестем в доме Юрая Далматинца, который тот купил у Михайло Семонича, но вскоре после смерти тестя (поссорившись с его сыном Павлом), купил для себя 29 марта 1476 года дом напротив церкви святого Хрисогона в Шибенике у студента Падуанского университета Антония Видала, сына бывшего (1451—1472) канцлера муниципалитета Шибеника в Кароте. Так как он не сразу отдал бывшему владельцу всю сумму, остальная часть была передана доверенному лицу Видала от имени жены Чулиновича 8 июня 1477 года Домиником Дидомеровичем, который представлял интересы Чулиновича в Шибенике. Из документов известно, что 7 декабря 1499 года и 11 мая 1500 года Чулинович проживал в этом доме. В нём же он впоследствии и умер.
За год до смерти 10 марта 1503 года Чулинович купил ещё один дом. Как предполагал Петар Колендич, у художника в частной собственности было сразу несколько жилых домов в Шибенике.

## Личность художника
Петар Колендич писал, что сохранившиеся до нашего времени документы создают впечатление, что Юрай Чулинович был очень богатым и вполне благополучным человеком, но причинами его волнений были две проблемы: судебные процессы (сначала с Франческо Скварчоне, а затем — с сыном Юрая Далматинца Павлом) и интимные отношения со служанками. У него был незаконнорождённый сын Лука, родившийся в 1489 году у Маргариты Гргуревич, которую он взял в служанки 3 марта 1480 года. 23 июня 1489 года он взял в служанки другую девушку, так как Маргарита 10 июня вышла замуж за плотника Петра Радивоевича, пообещав, что ему будет выплачено приданое в течение года в размере 100 лир. Это приданое за неё заплатил 7 ноября 1492 года Юрай Чулинович. Из завещания художника известно, что у него также была внебрачная дочь Стана, но Колендич не сумел определить, кто её мать.
Юрай Чулинович имел обширные связи с шибеникской знатью, так, например, со 2 февраля 1480 года он являлся членом братства Новой Церкви, «одного из главных братств, в котором состояли как дворяне, так и уважаемые горожане». Его жена Елена также вступила в это братство в 1481 году, но, судя по документам братства, супруги не были активны в его деятельности, часто платили штрафы, не приходя ни на предписанные для посещения мессы, ни на похороны.
Незаконнорожденный сын художника Лука Чулинович впоследствии стал живописцем. Работы его неизвестны, но в одном из документов, датированном 5 сентября 1511 года, он упоминается как один из оценщиков братства моряков святого Николая картины другого художника из Шибеника Ивана Вулича. Картина была предназначена для этого братства.

## Сохранившиеся произведения
До нашего времени дошло всего несколько документов, связанных с творчеством Джорджо Скьявоне. В том числе, скудные архивные документы о работах художника во время проживания в Шибенике. Известно, что он принимал участие в украшении Радославичевой капеллы, а 22 мая 1489 года он заключил с братьями Дидомеровичами договор о том, что напишет большой полиптих в третьей справа от входа в городской собор капелле. Исходя из имён заказчиков и привычных для художника сюжетов для подобных складней, Колендич реконструировал его отдельные панели, но сделал вывод, что полиптих не сохранился. В 1489 году Юрай Чулинович, по словам советского искусствоведа Алёшиной, создал некий образ для собора в Шибенике и отказался от платы за это произведение, заявив, что желает лишь одного — «чтобы его произведение осталось как память о нём на родной земле». Эмиль Хилье писал об этом произведении и его оплате осторожнее, цитируя сам документ: художник заботился «о том, чтобы оставить прекрасную и яркую память о своей руке [кисти] в этой стране, больше для чести и славы, чем для выгоды», не упоминая о полном отказе от оплаты и соотнося этот образ с полиптихом для собора в Шибенике. Антония Браткович упоминала о том, что в договоре, оформляющем заказ, всё-таки была проставлена значительная сумма в 95 дукатов. Документ 1536 года содержит сведения о другом полиптихе для того же собора, который был завершён художником Никколо Браччо из Пизы.

### Работы, выполненные в Падуе

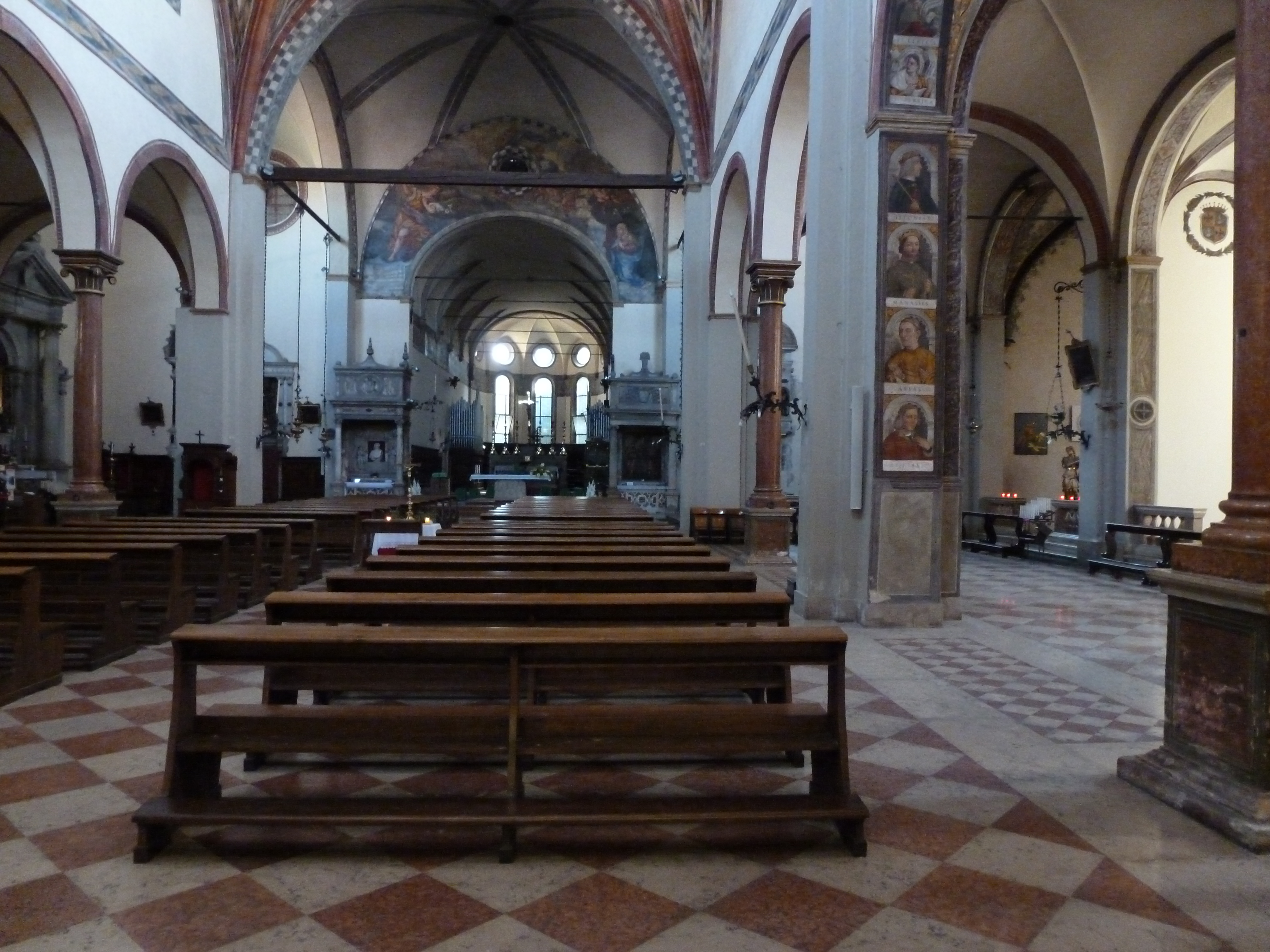
Церковь Святого Франциска в Падуе, где находился триптих Скьявоне

Подписаны рукой художника пять работ Джорджо ди Томмазо Скьявоне, эти произведения признаются искусствоведами лучшими из тех, которые были им созданы:
- Полиптих из церкви Святого Николая в Падуе (Национальная галерея, Лондон). На центральной панели изображены «Мадонна с младенцем». В полиптих входят восемь панелей (по другой версии, десять[79]) с изображениями святых, выполненные в технике темперы по дереву. Они созданы между 1456 и 1461 годами. Предположительно, в состав этого же полиптиха входит и известная панель «Мёртвый Христос с ангелами» (или «Пьета» из того же музея, темпера по дереву, 1456—1461)[3]. В этом же музее хранится картина «Мадонна с младенцем», но она не подписана и была Чулиновичу атрибутирована специалистами на основании сравнительного анализа. О её происхождении известно лишь, что картина был куплена в 1874 году Национальной галереей в составе коллекции Бейкера[80].
- «Мадонна и младенец с ангелами» (Художественный музей Уолтерса в Балтиморе).
- «Портрет мужчины» (Музей Жакмар-Андре в Париже)[43].
- Триптих из церкви Святого Франциска в Падуе (центральная часть в коллекции Берлинской картинной галереи[81], два боковые створки в Епархиальном музее в Падуе[англ.]).
- «Мадонна с младенцем» (инв. 192 (1952), 1456—1460, 71 х 61 см; размер рамы — 95 х 84 х 7 см, темпера по дереву, картина была приобретена в 1879—1880 годах у графа Бенуччи ди Милано ди Синигалья за 15 000 лир) в небольшой картинной галерее Сабауда, принадлежавшей первоначально монархам Савойского дома, в Турине[5]. Картина также носит название «Мадонна со щеглом» (птичка находится в правой руке младенца Иисуса)[82][83].

Триптих Джорджо Скьявоне из церкви Святого Франциска в Падуе, между 1456 и 1460 годами

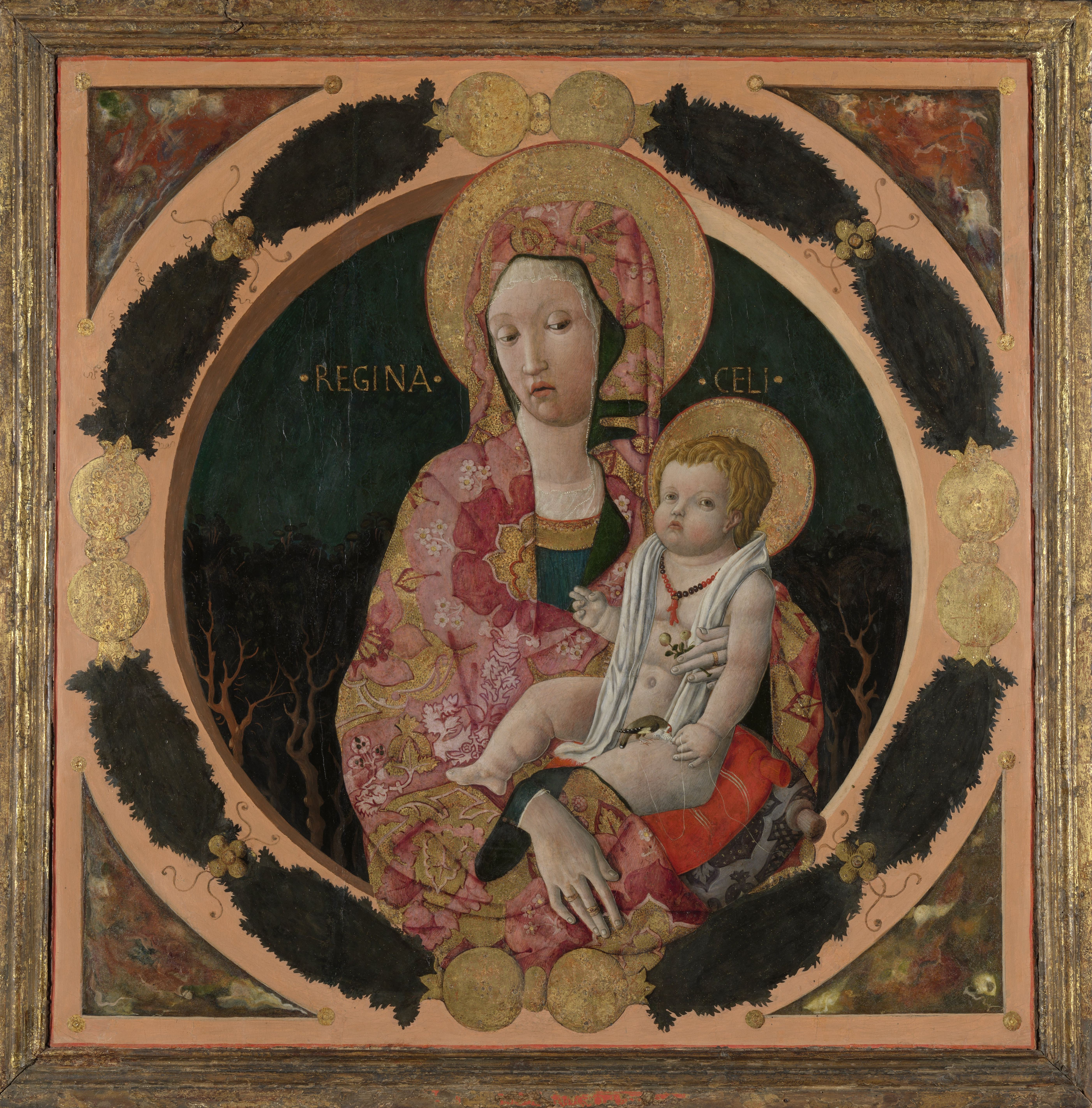
Художник круга Франческо Скварчоне — Джорджо Скьявоне (?). Мадонна с младенцем, Рейксмюсеум, инв. SK-A-3124 (темпера, масло, дерево, 103,5 × 102 см, дар по завещанию графини фон Оберндорфф-де-Стюэр из Лозанны в 1931 году, надпись «Regina Celi»)

Художнику на основании стилистического анализа приписывали уже разрушенную фреску «Мёртвый Христос среди ангелов» в Падуе в церкви Отшельников. Кисти Джорджо Скьявоне также приписывают: «Мадонну с Святыми Петром и Антонием Падуанским» (Музей Жакмар-Андре в Париже), три изображения «Мадонны с младенцем» (Рейксмюсеум, Амстердам; Городской музей Коррера, Венеция; Лондонская национальная галерея), две створки складня «Святой Иероним» и «Святой Алексей» в Академии Каррара в Бергамо (Кроу и Кавальказелле писали об этих створках: «Странно, насколько безобразны эти святые, вряд ли можно представить, что их можно было воспринимать как священные картины», исследователи считали, что детская манера изображения должна была вызвать непроизвольную улыбку зрителя), «Мадонну с младенцем, Святым Иаковом и Святым Антонием Аббатом» в коллекции Витетти в Риме и некоторые другие работы (например, Джакомо Альберто Калоджеро приписывал ему в своей докторской диссертации некую «Мадонну с младенцем» из частной коллекции, опубликованную Босковичем). Произведения эти, как полагают исследователи, были созданы во время пребывания художника в Падуе.
Некоторые исследователи (среди них Бернард Беренсон и Адольфо Вентури) приписывали Джорджо Скьявоне картину «Мадонна с младенцем и восемью музыкантами-ангелами» из Лувра, однако, на ней стоит подпись соученика художника по мастерской Скварчоне в Падуе Марко Дзоппо (1455, датируется по подписи, в которой упоминается Скварчоне, Дзоппо был принят им в мастерскую в мае 1455 года, но бежал от него в Венецию в октябре того же года; инв. RF 1980-1, приобретена музеем в 1980 году, 89 x 72 см, масло, холст).
Исследователь творчества Дзоппо Джакомо Антонио Калоджеро писал, что есть веские аргументы в поддержку авторства Джорджо Скьявоне картины «Мадонна с Младенцем между шестью святыми и двумя донаторами» (инв. 8623 / 657, 26,4 х 22,1 см, темпера, дерево) из Национального музея искусств Румынии в Бухаресте (хотя на ней также стоит подпись Дзоппо): пухлые путти, безрассудно цепляющиеся за фестоны, сердитое лицо Святого Иеронима идентично персонажу из Академии Каррара в Бергамо…. Он делал вывод, что «кажется маловероятным, что неуклюжий художник, возможно, начинающий Скьявоне, был создателем такой смелой композиции. Ему легче было просто повторить модель, уже предложенную более одарённым художником, которым, согласно подписи на обороте, будет именно Дзоппо. Исходя из немногих доступных нам элементов, можно предположить, что небольшая румынская панель воспроизводит картину, сделанную в Падуе художником из Эмилии [родина Марко Дзоппо], почти наверняка утраченный алтарь…». Скьявоне поступил в мастерскую Скварчоне в марте 1456 года, то есть через несколько месяцев после отъезда Марко Дзоппо. Калоджеро не исключал, что среди первых полученных заданий было именно создание уменьшенной копии картины его предшественника.

### Работы, выполненные после возвращения на родину
В Хорватии к работам Скьявоне некоторые исследователи относят изображения «Мадонны с младенцем» (Художественная галерея в Сплите, куда она попала в ходе послевоенной реституции из коллекции антиквара Амилькара Фреццати в Венеции, темпера по дереву, 40 х 30,5 см, инв. 24 / 111) и «Мадонны с младенцем на троне» (монастырь Святого Лаврентия в Шибенике). Иногда к работам художника относят только последнюю композицию.
С точки зрения Круно Приятеля, не хватает документальных оснований, чтобы утверждать, что картина из монастыря Святого Лаврентия может быть средней частью полиптиха, созданного в 1489 году для братьев Дидомеровичей. Тем не менее, можно считать, что это единственная работа мастера, выполненная на родине и сохранившаяся до нашего времени. Она выполнена в технике темперы по дереву, размер — 114 х 67 см. Картина была впервые отреставрирована в Областном институте охраны памятников культуры в Сплите в 1959 году. Второй раз — в Комиссии Государственного управления по охране культурного и природного наследия в 1994—1995 годах. В результате реставрации «тепло, духовность и достоинство оживили образ младенца… выявили красивый зелёный тон плаща, сделали видимым голубое небо с крошечными мерцающими облаками и позволили „прочесть“ заново утончённость в использовании лакокрасочного материала и цвета». Вместе с тем стало очевидно снижение художественного уровня этой картины Чулиновича по сравнению с его ранними работами в Падуе, как следствие длительного пребывания художника в провинции и его увлечения предпринимательством. Круно Приятель прослеживал, однако, на этой картине влияние Джованни Беллини, с которым Юрай Чулинович мог встречаться в своих поздних путешествиях в Венецию и Падую, документально подтверждённых для 1474 и 1476 годов. Это влияние Беллини он увидел в изображении формы трона и складок одежды.
Стефано Дж. Казу считал неубедительной попытку приписать художнику «Мадонны с младенцем на троне» из монастыря Святого Лаврентия. Он писал: «Мне кажется, что наследие Скьявоне нужно искать в области книжной иллюстрации». Самая близкая связь, по его мнению, с творчеством Джорджо Скьявоне у анонимного миниатюриста, получившего известность под именем Мастера Путти (итал. Maestro dei Putti), трудившегося в Венеции через несколько лет после отъезда Скьявоне из Падуи. Казу сравнивал «Мадонну с младенцем» из Национальной галереи в Лондоне и иллюстрации Мастера Путти к «Истории от основания города» Тита Ливия в галерее Альбертина в Вене (1469, инк. 2587) и находил общие черты в изображении путти, декора и моделей архитектуры, а также ваз. Другим примером близости работ иллюстратора и далматинского художника он считал книгу Евсевия Кесарийского «Приготовление к Евангелию» (создана в Венеции в 1470 году, хранится в Апостольской библиотеке Ватикана в Риме, Stamp. Ross. 759). Казу предполагал возможность общих источников у Скьявоне и Мастера Путти (Джованни да Пиза, Капелла Оветари, Марко Дзоппо), однако, считал, что количество и качество находок могут свидетельствовать о прямом влиянии Скьявоне на миниатюриста. Группа же кодексов из Апостольской библиотеки Ватикана, некоторыми исследователями напрямую приписывалась Юраю Чулиновичу.

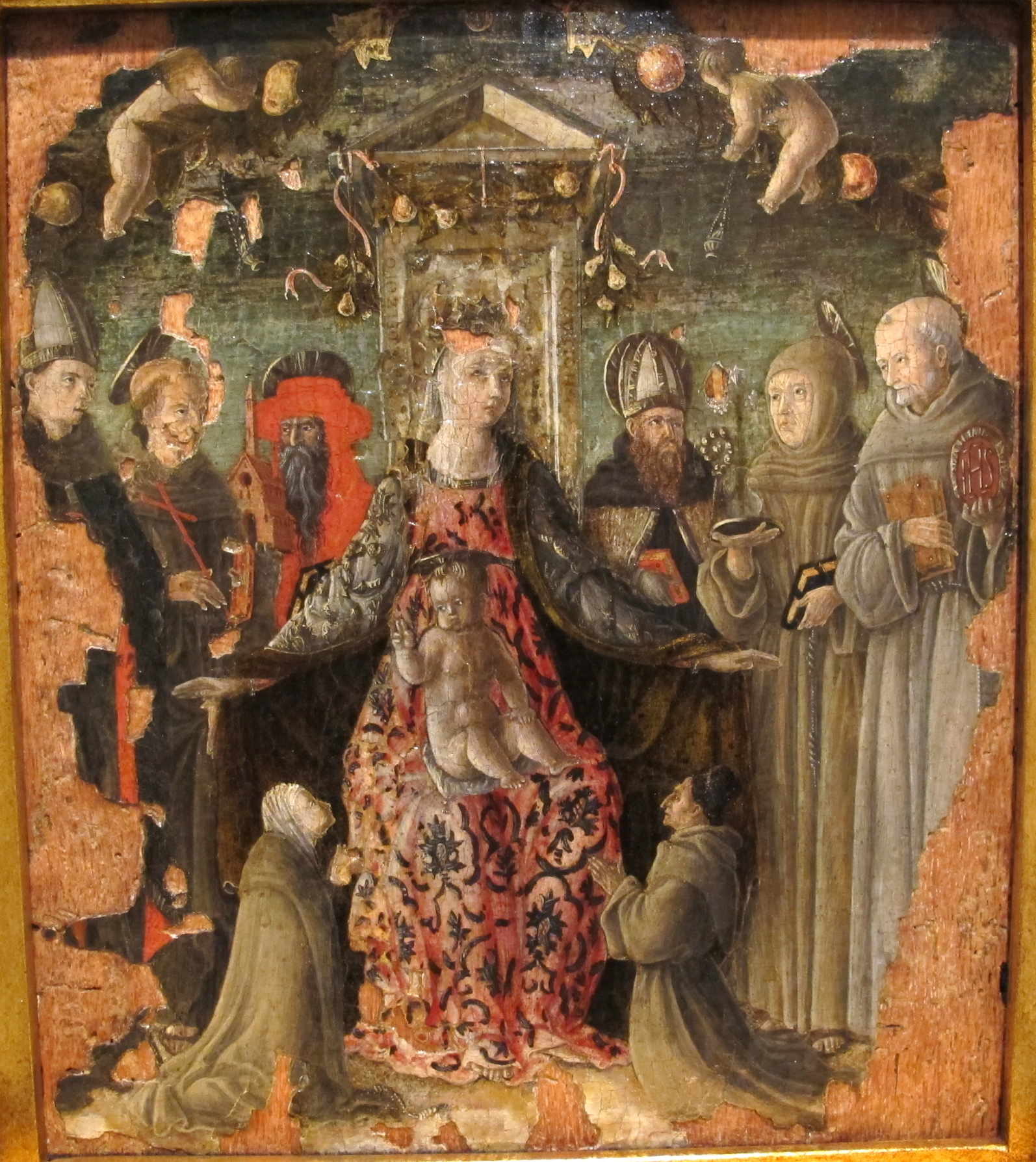
Мадонна с младенцем и предстоящими. Национальный музей искусств Румынии
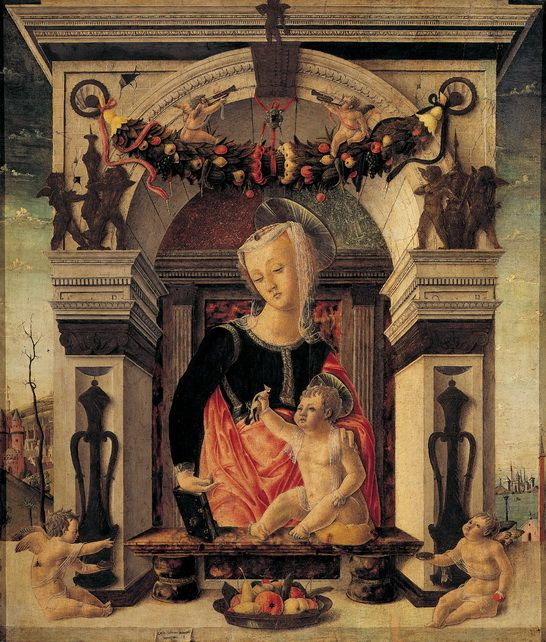
Мадонна со щеглом, 1456—1460 годы. Дворец Академии наук[итал.] в Турине (принадлежит галерее Сабауда)
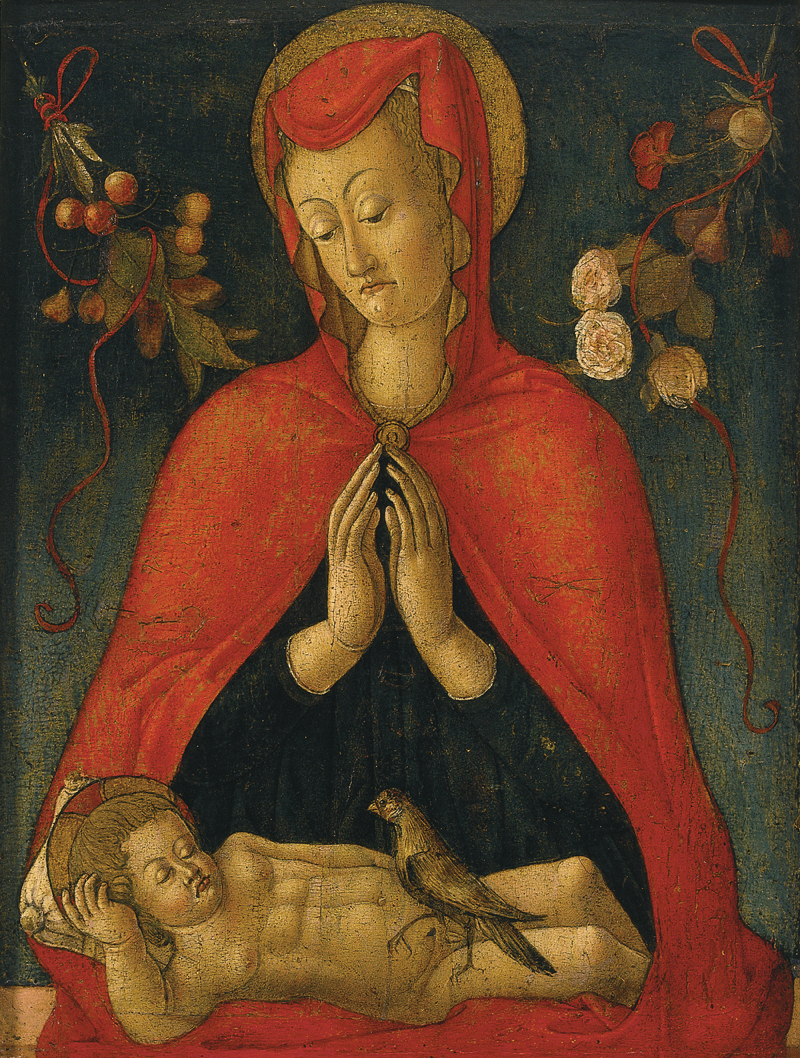
Мадонна с младенцом. Художественная галерея в Сплите
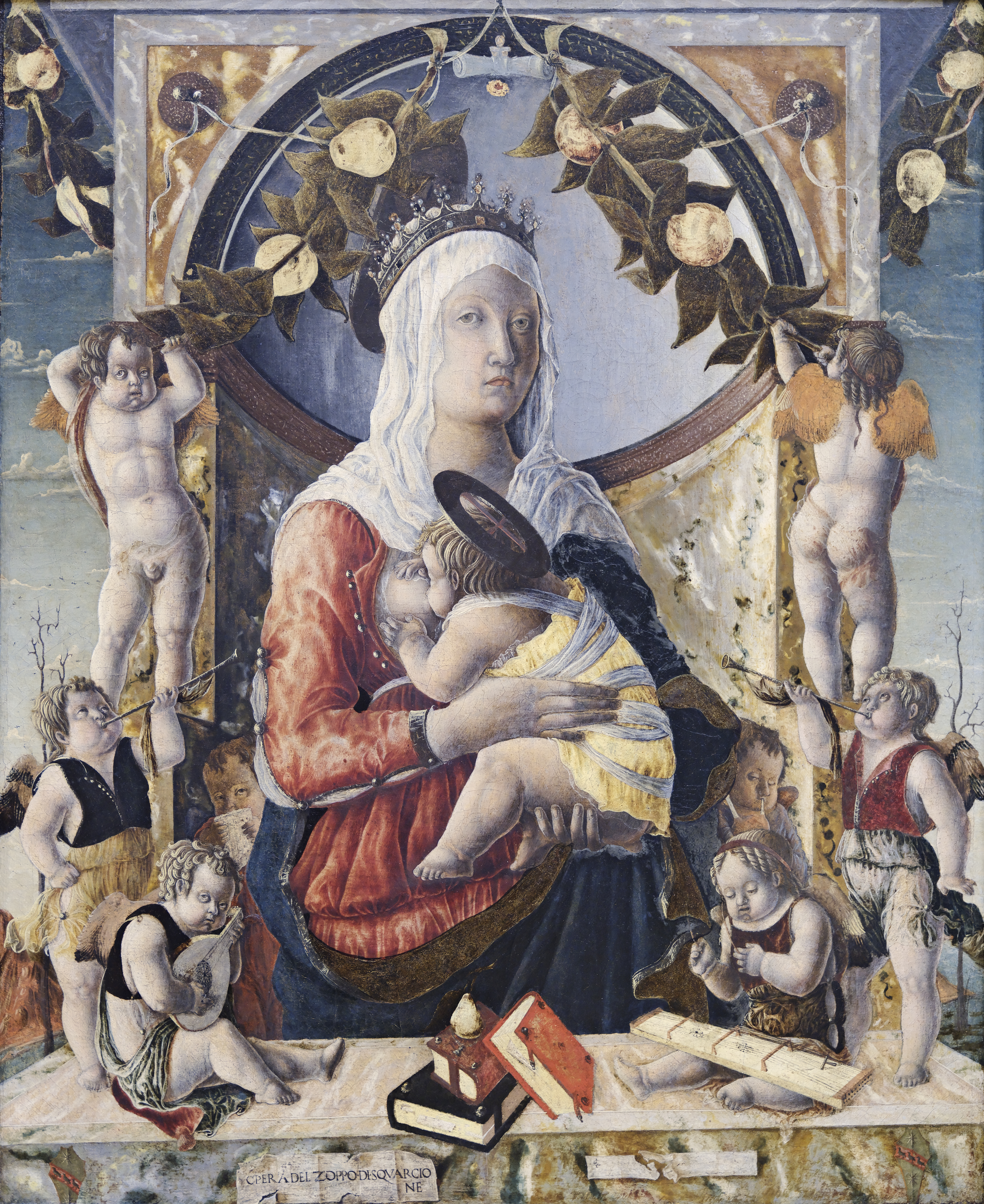
Марко Дзоппо (?) или Джорджо Скьявоне. Мадонна с младенцем и восемью музыкантами-ангелами, 1455 год

## Наиболее известные работы

### «Мадонна и младенец с ангелами»

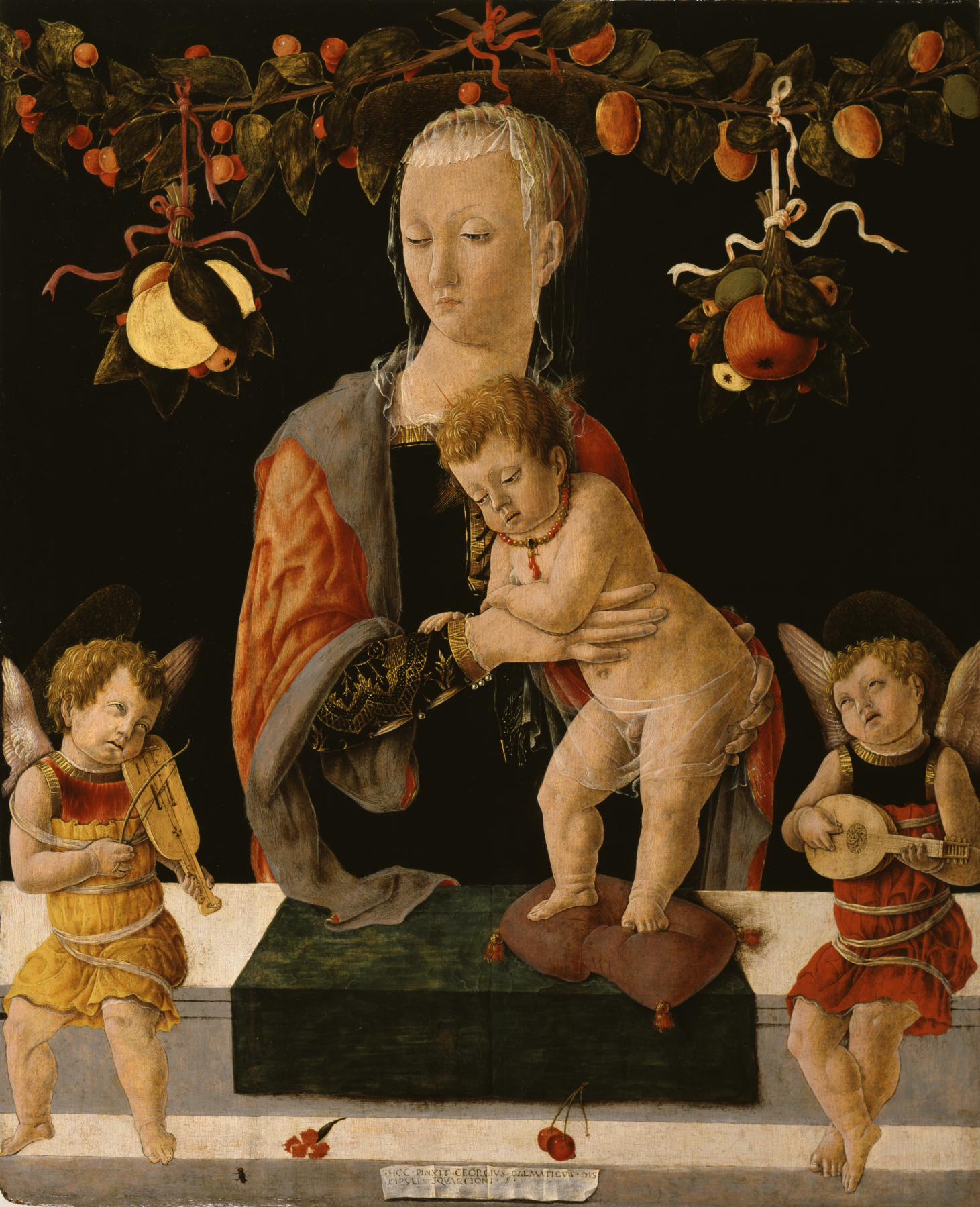
Джорджо Скьявоне. Мадонна и младенец с ангелами, 1459—1460 годы. Художественный музей Уолтерса, 37.1026

«Мадонна и младенец с ангелами» (англ. «Madonna and Child with Angels») входит в коллекцию Художественного музея Уолтерса. Картина была приобретена основателем коллекции Генри Уолтерсом (инв. 37.1026) в 1925 году. До этого она находилась в частных коллекциях. Мадонна и младенец-Христос показаны художником крупным планом за парапетом. Такой тип композиции был широко распространён в эпоху Возрождения. Интересной особенностью картины является коралловое ожерелье, которое одето на шею Иисуса. Считалось, что коралл отгоняет дьявола, поэтому у многих детей в то время было кольцо или ожерелье из коралла, когда у них прорезывались зубы. В средние века кораллы считались эффективным средством от гроз и молний, а также против сглаза.
На картеллино, прикреплённом к парапету, художник с гордостью идентифицирует себя в надписи, сделанной заглавными латинскими буквами, как ученика Франческо Скварчоне (лат. «HOC. PINXIT. GEORGIVS. DALMATICVS. DISCIPVLVS. SQVARCIONI. S.», в переводе — «Это написал Джорджо Далматинец, ученик Скварчоне с[ын (?)]»). Гирлянды с тяжёлыми фруктами, изображённые на картине, художник видел на римских саркофагах или погребальных алтарях в падуанских коллекциях. Полотно написано в 1459—1460 годах, когда художник работал в мастерской Франческо Скварчоне.
Картина исполнена масляной живописью по дереву. Размер — 69 x 56,7 см. Реставрация картины проводилась в 1936, 1971, 1984 и 1985 годах. Картина была представлена на выставке «Самоцвет эпохи Возрождения: Триумф Петрарки», проходившей в 2002 году в Художественном музее Уолтерса.

### Полиптих из Лондонской национальной галереи

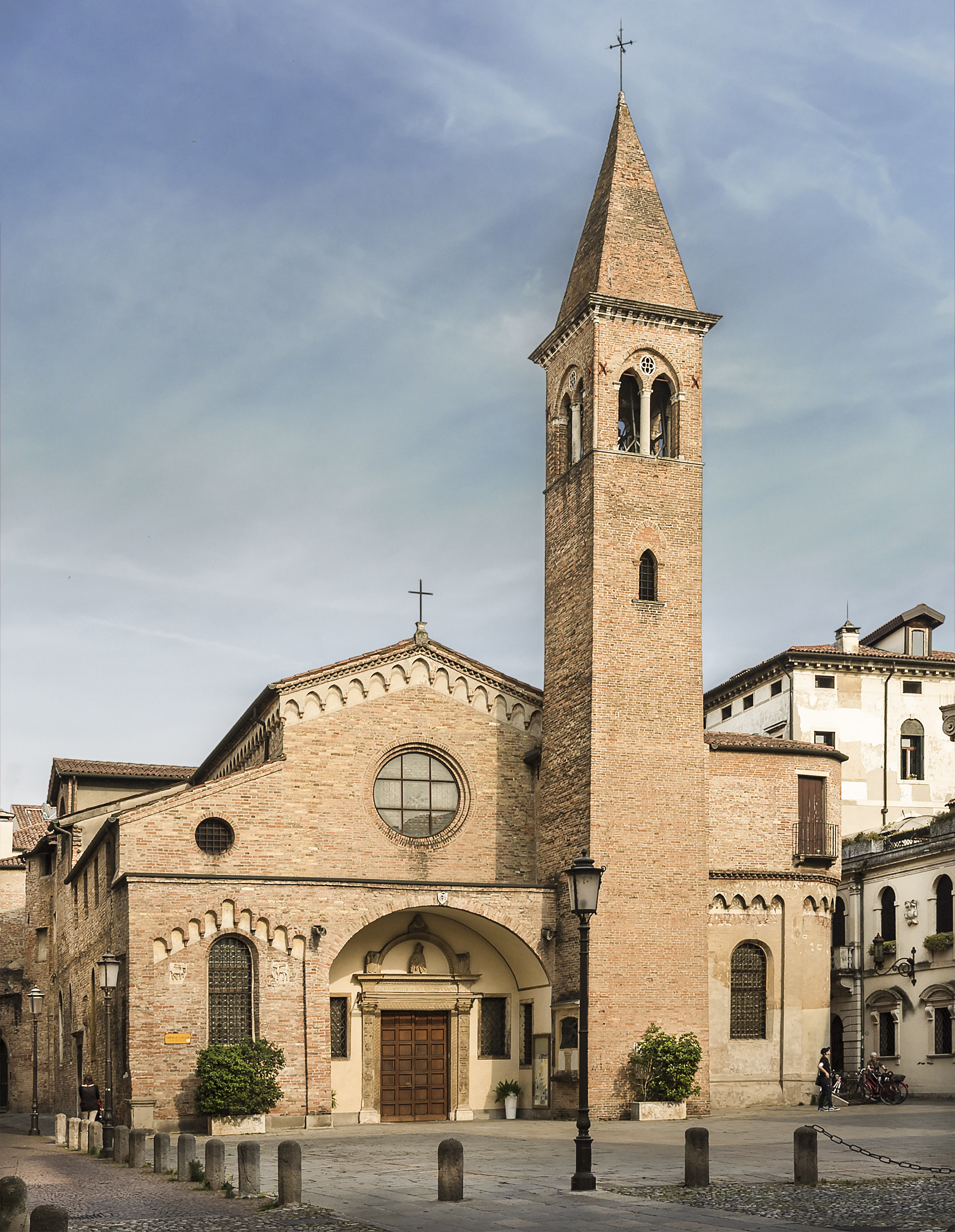
Церковь Сан-Никколо в Падуе

Искусствоведы лондонского музея предполагают, что находящиеся в его коллекции десять панелей (существует и мнение, что в полиптих входили только восемь из них) когда-то составляли полиптих, написанный Джорджио Скьявоне, вероятно, между 1456 и 1461 годами. Они также считают, что полиптих был создан для капеллы семьи Фриджимелика в церкви Сан-Никколо в Падуе. По другой версии, полиптих предназначался для капеллы святого Бернардина Сиенского, находившейся под патронатом семьи Роберти, в этом же храме. В середине XVI века в церкви было 11 алтарей, каждый из которых принадлежал уважаемой местной семье. В XVII веке капелла перешла под покровительство семьи Фриджимелика, а полиптих был перенесён во дворец этой семьи. Впоследствии документы упоминают его в Эдинбурге в коллекции Джеймса Джонстона из Стрейтона. В 1855 году он перешёл в коллекцию Джеймса Деннистауна. Затем, полиптих упоминается в коллекции Эдмона Бокузена, которая была приобретена в 1860 году Национальной галереей в Лондоне, где и находится в настоящее время. Кроу и Кавальказелле называли нижнюю часть этого полиптиха — «Мадонну с младенцем» в окружении четырёх святых наиболее важной работой художника.
На панелях полиптиха изображены как древние, так и современные святые, в том числе один, с которым, возможно, лично были знакомы заказчики — святой Бернардин. Он умер в 1444 году, незадолго до создания алтаря. С ним на нижнем уровне, предположительно, находились святые Антоний из Падуи и Пётр Мученик, оба они жили в средние века, а также Иоанн Креститель. На верхнем уровне, вероятно, были святые Иероним, Екатерина и Себастьян, а также ещё одна святая, личность которой не установлена (в разное время она была идентифицирована как святая Цецилия или святая Доротея). На вершине алтаря, над «Мадонной с младенцем на троне», было изображение тела Христа, поддерживаемое двумя ангелами. Эти две панели вместе представляют начало и конец евангельской истории. Францисканский святой Антоний Падуанский, доминиканский святой Пётр, святой Иероним и святая Екатерина были известны своей учёностью. Интерес к монашеским орденам францисканцев и доминиканцев характерен для того периода, но особенно он был актуален в Падуе, где они были тесно связаны с управлением местным университетом.
В XV веке, когда был написан полиптих, капелла семьи Фриджимелинка, возможно, была посвящена Деве Марии, поскольку она появляется в середине складня со святыми по обе стороны. Неизвестно, как были расположены панели, но святые, изображённые во весь рост, должны были находиться в нижнем ряду, а фигуры, изображённые до пояса, — выше. Это была широко распространённая традиция в Италии. У алтаря, возможно, была сложная рама, которая в настоящее время не существует.
Центральное положение в полиптихе занимала панель «Мадонна с младенцем на троне» (итал. «Madonna in trono con il Bambino», инв. NG630.1, темпера по дереву, 91,5 x 35 см). Итальянский искусствовед Филиппе Даверио видел в этой панели следование принципам, заложенным в мастерской Скварчоне. По его мнению они проявились «в чертах младенца Иисуса и в этой любопытной страсти к натюрморту, включающему картуш, который использовался в те годы в районе Адриатики от Урбино до Феррары и Падуи». По мнению Даверио на картине можно увидеть «одну из первых мух в истории живописи». Он писал, что муха на этой картине выглядит «ироничной, аристотелевской и джоттовской». Муха обычно нарисована не в масштабе, то есть больше, чем её реальный размер. Присутствие мухи в иконографии Мадонны и младенца вызывало споры исследователей. Эрвин Панофский предложил двойную возможность интерпретации: «memento mori» (по аналогии с черепом в картинах жанра Vanitas в эпоху барокко) и как «изображение самой скромной степени красоты творения». Впоследствии изображение этого насекомого было истолковано как «талисман, способный изгнать, согласно магии XV века, реальное присутствие того, что можно считать грязным паразитом». Также, изображение мухи связалось с анекдотом, рассказанным Джорджо Вазари. Учитель художника Чимабуэ отошёл, оставив картину, над которой работал. Воспользовавшись этим Джотто подошёл к картине и нарисовал на одной из фигур муху, она оказалась настолько реалистичной, что Чимабуэ, вернувшись, попытался согнать её с полотна. Скьявоне и Кривелли размещали муху рядом с подписью художника, в этом случае муха становилась признаком профессионального мастерства и виртуозности художника. На картинах Карло Кривелли на это насекомое Иисус и Мадонна часто смотрят с подозрением, как если бы оно представляло некую угрозу (традиция рассматривает муху как опасного распространителя чумы, символ дьявола, греха и смерти).

### «Святой Иероним» и «Святой Алексий» в Академии Каррара
«Святого Иеронима» и «Святого Алексия» (приобретены в коллекцию Академии Каррара из собрания Гульельмо Лохиса в 1866 году, темпера на дереве, инв. 81LC00159 и 81LC00161, размеры полотен — 118,5 x 39,9 и 118,7 x 40,4 см) искусствоведы приписывали некоторое время Андреа Мантенье. Такую атрибуцию ещё в I половине XIX века сделал итальянский политик и коллекционер Гульельмо Лохис, которому эти панели принадлежали. Неизвестно первоначальное предназначение этих изображений. Предполагается, что это были дверцы для небольшого органа. Художественный критик Сергей Ходнев считал, что «по композиции, по плавности рисунка, по меланхоличному изяществу поз, по тщательной моделировке складок» и колориту она относятся к лучшим работам Скьявоне. Он отмечал нарочитую скромность одеяний персонажей: Иероним не в кардинальском пурпуре, а в монашеской рясе, одежда Алексия характерна для паломника. Распятия, которые оба святых держат в руках, с капельками крови. Ходнев отмечал, что даже трещина в карнизе под Иеронимом и жирная муха рядом являются скрытым намёком «на всеобщую бренность».
«Святой Иероним» и «Святой Алексий» — высокие и узкие картины с продуманным балансом между архитектурными элементами и фигурами, наполненные светом. Архитектурная конструкция выстроена в античном стиле и напоминает римскую триумфальную арку с её широкими колоннами, сводчатым сводом и резными лепными украшениями. Авторство Джорджио Скьявоне было предложено Джованни Баттистой Кавальказелле в 1871 году. Он предложил и датировку обоих панелей 1450-ми годами. За образец, вероятно, Скьявоне взял «Святую Евфимию» 1454 года Андреа Мантеньи. Скьявоне проявлял интерес к построению работы на основе подготовительного рисунка, хорошо различимого в инфракрасной рефлектографии. Двое святых занимают почти всё пространство внутри арок, но выглядят так, как будто они собираются выйти за пределы картины. Святой Иероним, почитаемый за латинский перевод Библии, показан с книгой в красной коже, связкой перьев, свисающих с пояса, ампулой с чернилами и футляром для складных очков. Святой Алексий с крестом на шее держит распятие и палку. Он является покровителем нищих и обычно, но не здесь, изображается одетым в лохмотья.

### «Святой Бернардин» в коллекции музея Польди-Пиццоли

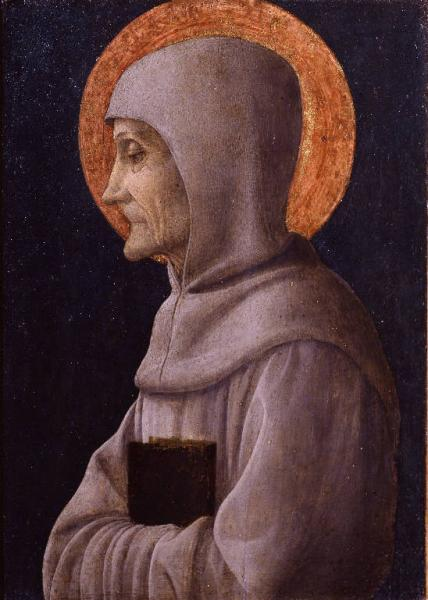
Андреа Мантенья. Святой Бернардин Сиенский, 1444—1446 годы

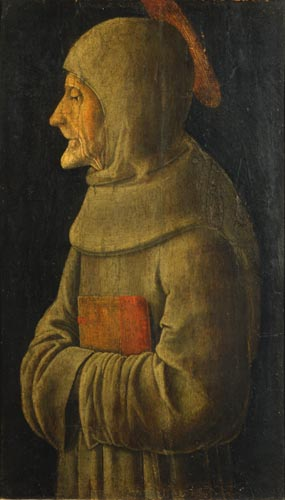
Джорджо Скьявоне. Святой Бернардин Сиенский, 1450-е годы

«Святой Бернардин» Джорджо Скьявоне — поясной портрет в профиль. Культ францисканского проповедника получил быстрое распространение после его смерти в 1444 году. Известны изображения святого до его канонизации в 1450 году. Наиболее крепкой была связь Бернардина с Венецией и Падуей. В апреле 1443 года Бернардин Сиенский встретился с Франческо Скварчоне, в то время руководителем самой известной живописной мастерской в городе. Именно в мастерской Скварчоне родилась падуанская иконография святого. Представителем такой традиции изображения святого является панель Джорджо Скьявоне из музея Польди-Пеццоли. Предполагается, что в основе этой традиции лежал портрет святого, написанный самим Скварчоне. Джорджио Скьявоне в своей картине использовал образец, с которым работал Андреа Мантенья за несколько лет до него. Портрет Бернардина работы Мантеньи в настоящее время хранится в Академии Каррара в Бергамо, где он некоторое время атрибутировался как произведение Дарио да Порденоне. Портрет святого в работах Мантеньи и Скьявоне отличается беспощадным натурализмом. Художники подчёркивают провисшую кожу щёк, запавшие глаза, морщинистое лицо и небритый подбородок. Искусствоведы музея Польди-Пиццоли называют эти элементы типичными приметами изображения святого в работах падуанской школы середины XV века. Они подчёркивают аскетический образ жизни францисканского святого в чертах лица и призваны вызвать восхищение верующего.
Святой Бернардин в юности окончил Сиенский университет (курсы гражданского и канонического права). Он осуждал пороки, призывал к покаянию и презрению к мирской суете, а во время проповедей использовал табличку с начертанным на ней именем Христа (лат. IHS) и призывал становиться на колени перед этим изображением. В своих многочасовых речах на городских площадях он обращался к простолюдинам, использовал анекдоты и отступления, говорил на народных диалектах. Святой написал один из первых трактатов по экономике, посвящённый торговле и ценам на товары. Бернардин был обвинён в ереси. Процесс по его делу состоялся 8 июня 1427 года в присутствии папы римского Мартина V в соборе Святого Петра. Святой был оправдан. Позже, против Бернардина снова не раз выдвигались обвинения и 7 января 1432 года папа Евгений IV издал особую буллу, опровергающую их.
Размер картины Джорджо Скьявоне — 37,6 х 25,5 см. Техника исполнения — темпера по дереву. Агент итальянского коллекционера Джан Джакомо Польди-Пеццоли д’Альбертоне, чья коллекция легла в основу собрания музея, приобрёл картину в 1879 году. Её инвентарный номер в современной коллекции музея 1593.

## Особенности творческой манеры

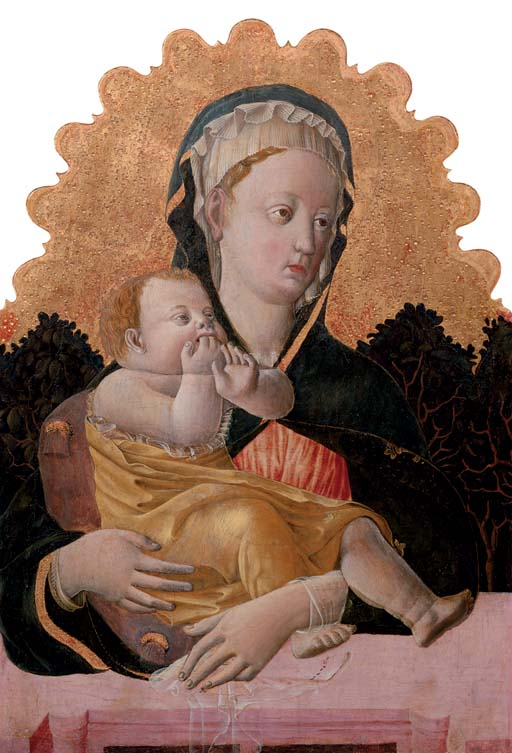
Франческо Скварчоне или Джорджо Скьявоне. Мадонна с младенцем. Выставка в Боннефантенмузеуме и аукцион Кристис

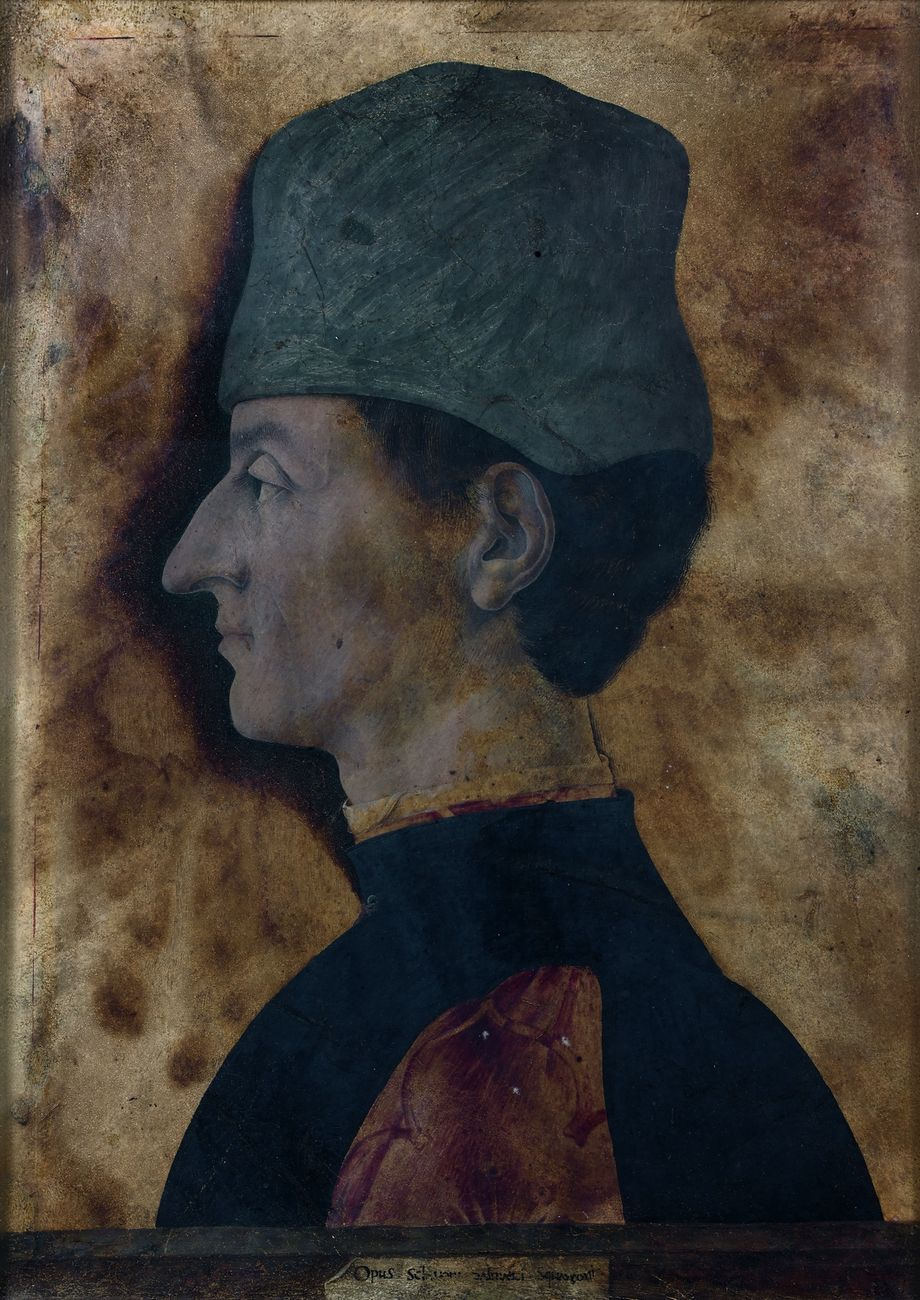
Джорджо Скьявоне. Мужской портрет, около 1460 года

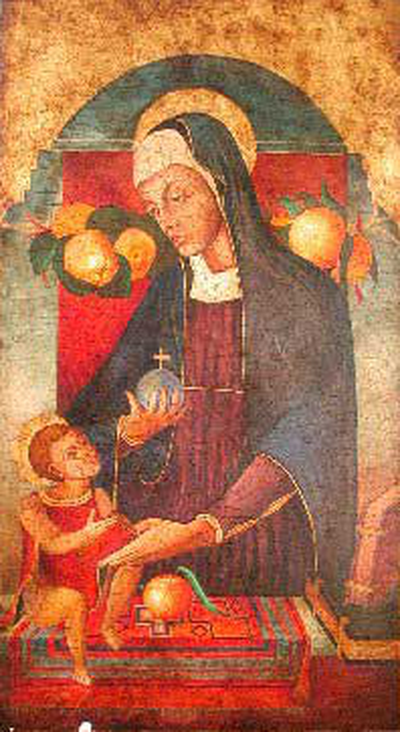
Джорджо Скьявоне или Витторе Кривелли. Мадонна с младенцем, 1460—1470-е годы. Городской музей Шибеника

Многие ученики Франческо Скварчоне, в том числе Андреа Мантенья, Джорджо Скьявоне и Марко Дзоппо, приобрели определённые общие черты в своём творчестве: «чёткие» цвета, резкие, но живые контуры, изобилие деталей, определённую беспокойную энергию и свободное использование классических элементов, таких, как растительные гирлянды и архитектурные составляющие композиции. По другому характеризует влияние падуанского художника итальянский искусствовед Джованни Баттиста Кавальказелле. Он писал, что ученики Скварчоне, в том числе и Скьявоне, унаследовали от учителя «всю „бедность рисунка“ и „тусклость цвета“ (итал. „povertà del disegno“ e „ottusità del colore“) слабого мастера». Ещё один итальянский историк искусства Джузеппе Фиокко утверждал, что ученикам Скварчоне, подобным Дзоппо и Скьявоне, для которых было принято название «последователи Скварчоне» (итал. «squarcioneschi»), «удалось воспроизвести только „варварские и смешные“ транскрипции Липпи». Итальянский искусствовед М. Боникатти писал, что «вклад Скварчоне в формирование творческой манеры его учеников был нулевым». Калоджеро в своей докторской диссертации, однако, не ограничивается цитированием этих точек зрения, и в другом фрагменте своей диссертации пишет: «Последователи Скварчоне — это также самое молодое поколение, которое с 50-х годов заполнило мастерскую, — Дзоппо, Скьявоне, Кривелли, Тура, — то есть то поколение художников, которое вместе с Мантеньей выросло в тени алтаря Донателло. Для всех них это была встреча судьбы, способная вызвать „безумную любовь… к магии скульптурного материала“, „мечту о живописной торевтике“…».
Картины Чулиновича несколько более трогательны, чем работы его учителя, они часто выражают меланхоличное настроение, отличаются «идеальным» рисунком и «чистым» цветом. Итальянский искусствовед XIX века Джованни Антонио Москини отмечал влияние творчества семьи Беллини (итал. «scuola bellinesca») на картины Скьявоне. Кроу и Кавальказелле приписывали перегруженность картин Скьявоне деталями и пёстро раскрашенные поверхности мрамора воздействию феррарской школы живописи.
Живопись Джорджо Скьявоне отличается ярко выраженной театральностью жестов и индивидуальностью лиц персонажей, для которых часто характерны гротескные черты. Также, он часто использовал декоративные элементы, известные из античного искусства (гирлянды с фруктами и цветами, натюрморты на переднем плане…). Ландшафтные фоны картин Скварчоне и его ученика с голыми деревьями, зелёными холмами и диапазоном ярких контрастных цветов, по мнению Круно Приятель, отражают венецианское влияние.
Круно Приятель писал, что «реально увидеть первые проявления ренессансной живописи в той части Далмации, которая уже несколько лет находится под властью Венеции, можно с прибытием туда Юрая Чулиновича», который вернулся на родину после обучения в Падуе и блестящего юношеского периода творчества. что за те сорок лет до смерти лет. 1504. Искусствоведы, однако, признают наличие в работах художника готической традиции, проявляющейся в золотых фонах композиций, которые он создавал в узких рамках вертикального формата. Они отмечали почти скульптурное моделирование лиц, тела и драпировки с помощью светотени. Некоторые искусствоведы отмечают у Скьявоне сочетание индивидуальных стилей разных художников падуанской школы: «Стиль Скьявоне в чём-то похож на стиль Карло Кривелли, например, размещение иллюзорных фруктов и цветов в картине. То, как он рисовал, с постепенно затеняемыми вариациями тона и отсутствием чёрных контуров, и основательность его фигур ближе к стилю его современника Андреа Мантеньи, в то время как его смятые драпировки напоминают картины Марко Дзоппо». Нидерландский историк искусства Раймонд ван Марль писал о том, что Карло Кривелли мог усвоить из произведений Скьявоне основы падуанской манеры Франческо Скварчоне. Скьявоне, по предположению ван Марля, совершал множество путешествий, во время этих путешествий он иногда отправлялся в путь через область Марке, где работал Кривелли, «и весьма вероятно, что некоторые картины, вышедшие из-под его кисти, остались в этой провинции». Недостатком творческой манеры Скьявоне было «отсутствие внутренней динамики и стилистического единства».
Отталкиваясь от стилистической близости работ Джорджо Скьявоне и Карло Кривелли (вплоть до любви обоих художников к изображению мухи-обманки), их близкого возраста и одновременного пребывания в Венеции в 1456 году, сотрудник Калифорнийского университета Стефано Дж. Казу попытался сопоставить их творчество в отдельной статье. Александр Махов писал, что в картинах «Мадонна страстей» Кривелли и «Мадонна с младенцем» из галереи Сабауда Скьявоне общий набор элементов: арка, гирлянда плодов, ликующие ангелы и даже один и тот же вид на Иерусалим, помещённый у обоих художников в левом верхнем углу картины. Казу отмечал близкое сходство между «Мадонной с младенцем», приписываемой ещё одному падуанскому художнику Никколо Пиццоло из коллекции Уолтерса в Балтиморе, и «Мадонной с младенцем», атрибутированной некоторыми авторитетными искусствоведами Джорджо Скьявоне, с выставки в Боннефантенмузеуме в Маастрихте. Он высказал мнение, что «мы сталкиваемся с дебютным испытанием молодого далматинца, только что прибывшего в мастерскую Скварчоне». Оно заключалось в копировании некоего образца (созданного Пиццоло или мастером его поколения). К числу подобных образцов он относил и те самые произведения искусства, которые Скьявоне похитил в мастерской Скварчоне. По мнению Казу «копирование было не только дидактическим упражнением для учеников, но и обычным методом производства произведений». Исследователь отмечал, что сам Скьявоне не только использовал модели других художников, но и формулировал «свои собственные композиционные идеи».
Близок стиль Джорджо Скьявоне и творчеству брата Карло — Витторе Кривелли. Документально подтверждено присутствие Витторе в Далмации в 1465 и 1476 годах, известно, что он работал там многие годы между этими датами. Хорватский искусствовед Давор Доманчич обратил внимание на картину из собрания Городского музея в Шибенике «Мадонна с младенцем», которая некоторыми исследователями атрибутировалась Джорджо Скьявоне, и в своей статье «Картины Витторе Кривелли в Далмации» попытался обосновать её принадлежность кисти итальянского художника. Эта картина была найдена в достаточно плохом состоянии в декабре 1965 года в Шибенике и содержит типично ренессансную композицию «Мадонны с младенцем» перед балюстрадой, имитирующей мрамор и покрытой ковриком, на котором сидит Иисус. Картина выполнена в технике темперы на доске, размер живописного изображения — 45,5 х 25,8 см, а общий размер с сохранившейся частью резной рамы — 65,5 х 56 см. Мадонна одета в тёмно-фиолетовое платье, рукава которого заканчиваются двумя золотыми лентами. Её плащ тёмно-зелёного цвета с пунктирными золотыми полосками и золотым ободом. За спиной у неё фруктовая гирлянда, ещё дальше — тёмно-красный занавес. Мадонна левой рукой протягивает ребёнку книгу с красной обложкой. На Христе белая рубашка и тёмно-красный фартук с двойным золотым ободком. В правой руке Христа шар.

## Картины Джорджо Скьявоне на почтовых марках
В Хорватии в 2005 году была выпущена почтовая марка номиналом 2,80 кун, посвящённая художнику, с изображением его «Мадонны с младенцем». Размер марки — 29,82 × 35,50 мм. Дизайн марки загребских художников Орсата Франковича и Ивана Вучича. Зубцовка марки гребенчатая 14 : 14, печать — многоцветная офсетная. Марка отпечатана в типографии Zrinski d. d., Čakovec, дата выпуска — 4 ноября 2005 года. Тираж почтовой марки — 200 000 экземпляров.